# Bordeaux

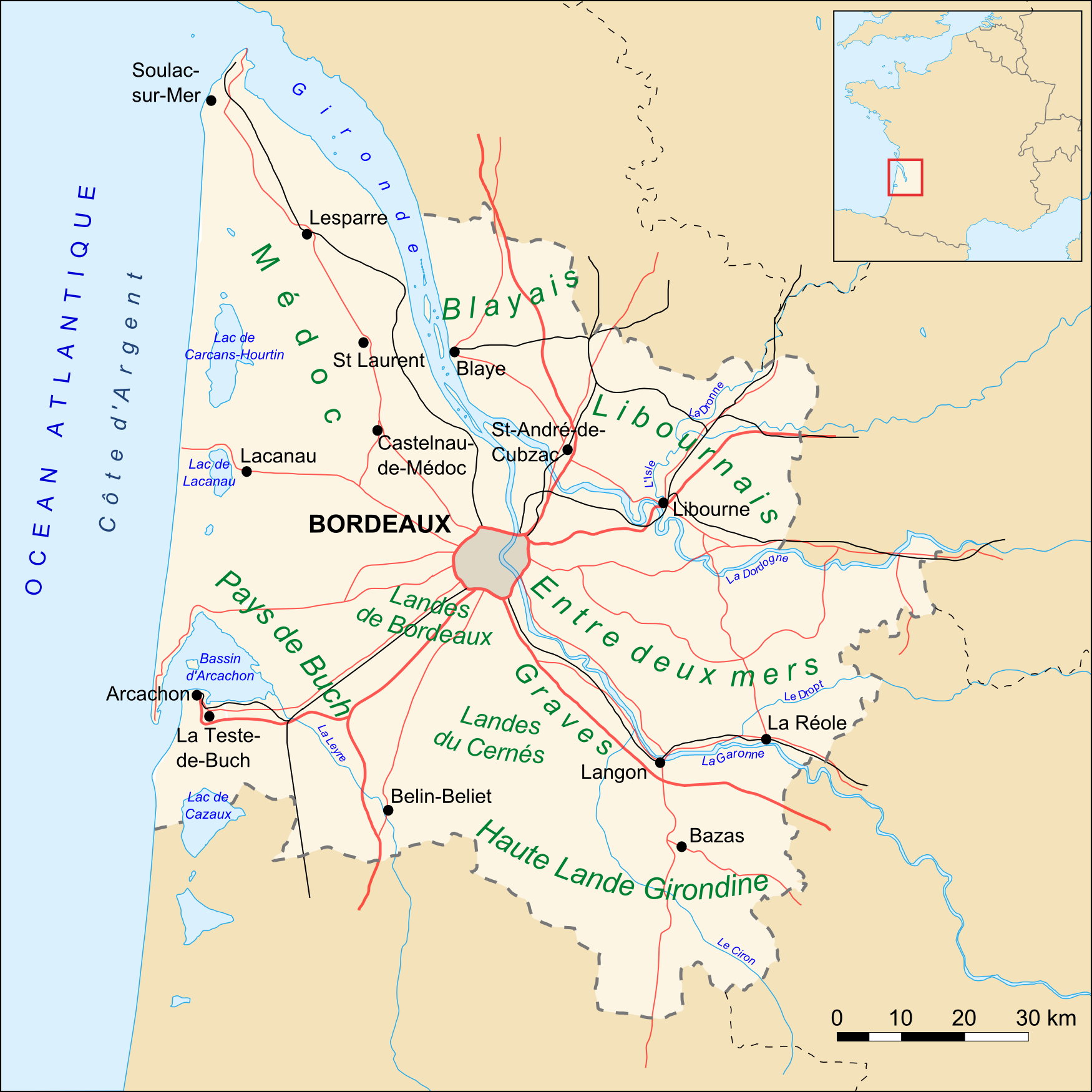
Bordeaux im Département Gironde

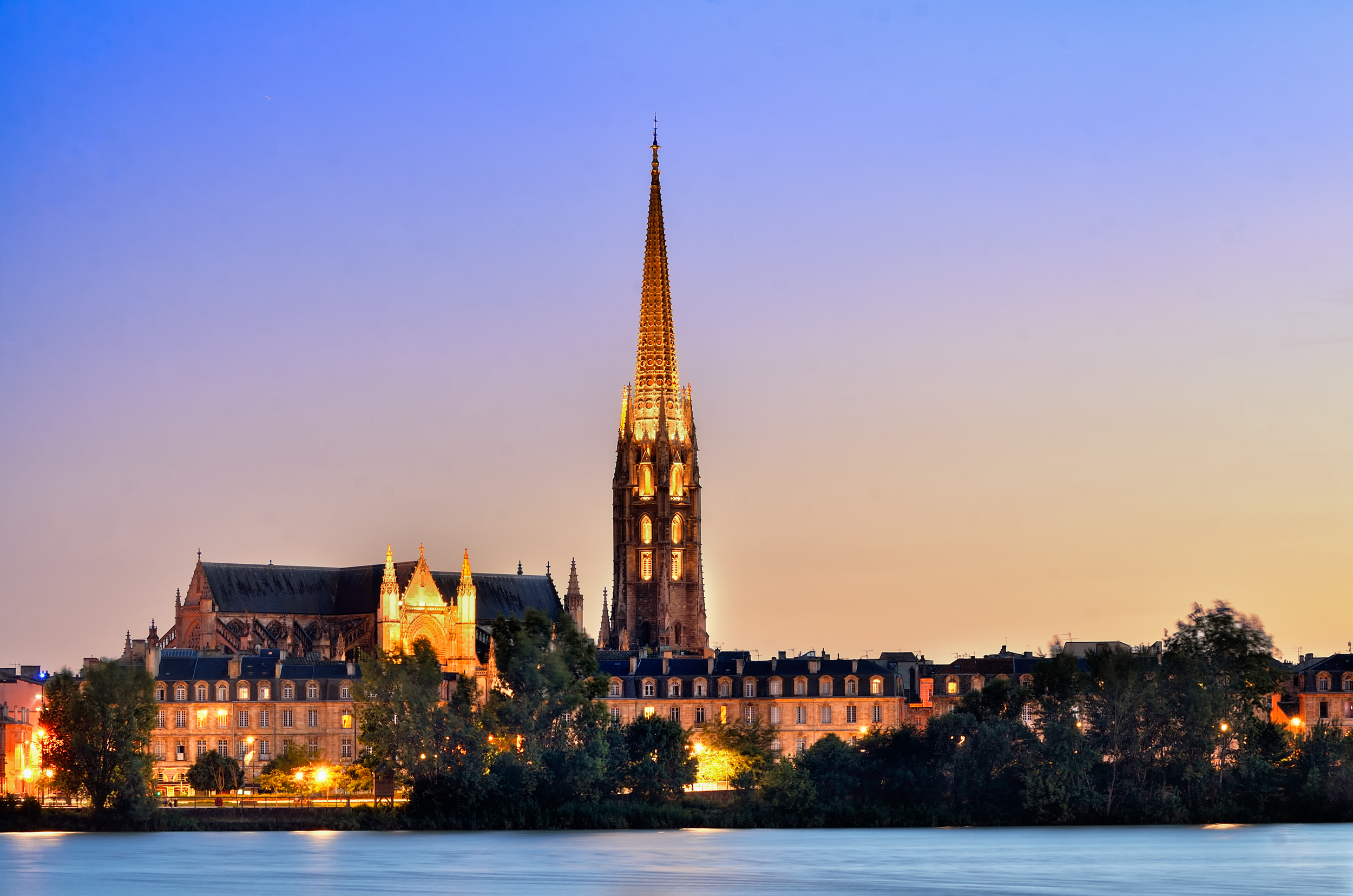
Basilika Saint-Michel

Bordeaux ([bɔʀˈdo], französisch Bordeauxⓘ; okzitanisch Bordèu [buɾˈðɛw]) ist Universitätsstadt und politisches, wirtschaftliches und wissenschaftliches Zentrum des französischen Südwestens.
Ihre Einwohner nennen sich Bordelais. Berühmtheit hat die Stadt insbesondere durch den Bordeauxwein und ihre Küche erlangt, aber auch durch ihr bauliches und kulturelles Erbe. Bordeaux ist Sitz der Präfektur des Départements Gironde und Hauptstadt der Region Nouvelle-Aquitaine, ferner Sitz eines Erzbischofs und eines deutschen Generalkonsulats.
Die Stadt hat aufgrund der vielen Museen, die sich dort befinden, und weil während der Invasionen Deutschlands nach Frankreich 1870/71, 1914, 1940 regelmäßig zeitweise der Regierungssitz von Paris nach Bordeaux verlegt wurde, den Ruf einer „zweiten Hauptstadt“ Frankreichs.
Bordeaux selbst hat 265.328 Einwohner (Stand: 1. Januar 2022). Der engere Ballungsraum Bordeaux kommt auf etwa 773.542 Einwohner und umfasst auch 26 umliegende Kommunen, die im Kommunalverband Bordeaux Métropole organisiert sind. Die Fläche beträgt 578,3 Quadratkilometer und die Bevölkerungsdichte weist 1338 Einwohner pro Quadratkilometer auf.
Dieser Verband ist wiederum Teil einer Agglomeration (Aire urbaine de Bordeaux), die den weiteren Einzugsbereich mit insgesamt 51 Kommunen umfasst und so auf 1.215.769 Einwohner kommt, die auf 5.613,4 Quadratkilometer wohnen, was einer Bevölkerungsdichte von 216 Einwohnern pro Quadratkilometer entspricht. Bordeaux ist damit die größte Stadt im Département Gironde und der Region Aquitanien und die neuntgrößte Stadt Frankreichs. Die Agglomeration rangiert in Frankreich an sechster Stelle. Von Bordeaux aus wird auch das gleichnamige Arrondissement verwaltet, das aus 21 Kantonen besteht.

## Geographie
Bordeaux ist eine Stadt, die im Südwesten Frankreichs, etwa 45 Kilometer vom Atlantik entfernt an der Garonne liegt, die sich in einem weiten Bogen durch die Stadt zieht. Diese Form einer Mondsichel verhalf der Stadt zum Namen Port de la lune (Hafen des Mondes). Einige Kilometer flussabwärts vereinigt sich die Garonne mit der Dordogne zum über 70 Kilometer langen Mündungstrichter Gironde. Bis in das Stadtgebiet hinein sind daher die Gezeitenkräfte zu beobachten. Bei Flut drückt das einströmende Meerwasser den Fluss zurück und hebt den Pegel um etwa vier bis fünf Meter. Die entstehenden Strömungen sorgen für Strudel und ein unruhiges Oberflächenwasser. Bisweilen kann sich auch eine regelrechte Welle dutzende Kilometer flussaufwärts bewegen. Dieses Phänomen wird in Bordeaux mascaret (Springflut) genannt.

### Geologie
Das linke Ufer der Garonne, auf dem sich der weitaus größte Teil des Stadtgebietes befindet, besteht aus weiten, sumpfigen Ebenen, aus denen niedrige Anhöhen ragen. Diese bestehen aus Geschiebesedimenten und weisen zum größten Teil Kies und Schotter als Untergrund auf. Die Böden sind mager, jedoch aufgrund der Wasserdurchlässigkeit und der Fähigkeit, Wärme zu speichern, für den Weinbau hervorragend geeignet. Die Stadt Bordeaux liegt zwischen dem flussabwärts gelegenen Médoc und dem sich flussaufwärts ziehenden Gebiet der Graves, die geomorphologisch sehr ähnlich sind. Berühmte Weingüter sind bis in das stark verstädterte Ballungsgebiet hinein keine Seltenheit.
Das rechte Ufer geht fast unmittelbar in ein bis zu 90 Meter hohes Kalkplateau über, sodass dort eine markante Steilstufe besteht. Das Plateau beheimatet in etwa 20 Kilometern Entfernung weltberühmte Weinbaugebiete wie Saint-Émilion, Pomerol und Fronsac, in denen einige der teuersten Weine der Welt kultiviert werden.

### Klima
Bordeaux liegt am Südrand der gemäßigten Klimazone. Die sehr milden Winter und die langen, warmen Sommer lassen bereits subtropisch-mediterranen Einfluss spüren. Niederschlag ist zu allen Jahreszeiten häufig; mit einer Niederschlagsmenge von über 900 Millimeter pro Jahr werden für französische Verhältnisse relativ hohe Mengen erreicht. Diese fallen hauptsächlich im Winterhalbjahr, im Sommer eher in Form von Wärmegewittern. Die höchste jemals in Frankreich gemessene Niederschlagsmenge innerhalb einer halben Stunde wurde im Juli 1883 aus Bordeaux gemeldet. Enorme Schäden verursachte auch ein „Doppelgewitter“ im Jahre 1982, als am 31. Mai innerhalb einer Stunde das gesamte Monatssoll abregnete und drei Tage später in 50 Minuten nochmals ein halbes.
Die Jahresmitteltemperatur liegt bei etwa 12,8 °C mit einem durchschnittlichen Minimum von 5,9 °C im Januar und einem Maximum von 20,2 °C im Juli. Die zeitlich nach hinten verschobenen Temperaturmaxima liegen im ozeanischen Klima begründet. Trotz des ausgeglichenen Temperaturgangs können bei entsprechenden Wetterlagen extreme Temperaturen auftreten: Während der Hitzewelle 2003 erreichten die Höchstwerte an zwölf aufeinander folgenden Tagen mindestens 35 °C, davon an einem Tag 41 °C.
Die Stadt hat eine hohe Sonneneinstrahlung vorzuweisen. Mit etwa 2000 Sonnenstunden pro Jahr übertrifft Bordeaux die meisten französischen Regionen mit Ausnahme des Mittelmeerraumes und einzelner Küstengebiete am Atlantik.
Die Mikroklimate von Bordeaux und Umgebung sind mit entscheidend für die hervorragenden Weinbaubedingungen: Die Stadt und die umliegenden Anbaugebiete sind durch einen breiten Streifen Pinienwaldes (Forêt des Landes) vor den Seewinden geschützt. Zudem sorgt die Gironde für einen temperaturausgleichenden Effekt, da dieses Gewässer tagsüber gespeicherte Wärme nachts abgibt und außerdem breitflächig die Sonneneinstrahlung in das Umland reflektiert.
|                       | Jan | Feb  | Mär  | Apr  | Mai  | Jun  | Jul  | Aug  | Sep  | Okt  | Nov  | Dez |   |      |
| Mittl. Tagesmax. (°C) | 9,4 | 11,2 | 13,7 | 16,3 | 19,7 | 23,2 | 26,0 | 25,6 | 23,7 | 18,9 | 13,1 | 9,9 | ⌀ | 17,6 |
| Mittl. Tagesmin. (°C) | 2,3 | 3,1  | 3,9  | 6,3  | 9,5  | 12,4 | 14,4 | 14,2 | 12,2 | 9,1  | 5,1  | 2,9 | ⌀ | 8    |
|                       |     |      |      |      |      |      |      |      |      |      |      |     |   |      |
| Niederschlag (mm)     | 100 | 86   | 74   | 64   | 74   | 61   | 52   | 60   | 77   | 87   | 92   | 105 | Σ | 932  |
|                       |     |      |      |      |      |      |      |      |      |      |      |     |   |      |
| Sonnenstunden (h/d)   | 2,8 | 3,9  | 5,2  | 6,3  | 6,8  | 8,1  | 8,9  | 8,0  | 6,9  | 5,3  | 3,4  | 2,7 | ⌀ | 5,7  |
|                       |     |      |      |      |      |      |      |      |      |      |      |     |   |      |
| Regentage (d)         | 13  | 12   | 12   | 11   | 11   | 9    | 7    | 8    | 9    | 10   | 12   | 12  | Σ | 126  |
|                       |     |      |      |      |      |      |      |      |      |      |      |     |   |      |
| Wassertemperatur (°C) | 11  | 11   | 11   | 12   | 14   | 16   | 18   | 19   | 19   | 16   | 14   | 13  | ⌀ | 14,5 |
|                       |     |      |      |      |      |      |      |      |      |      |      |     |   |      |
| Luftfeuchtigkeit (%)  | 88  | 84   | 78   | 76   | 77   | 76   | 75   | 76   | 79   | 85   | 87   | 88  | ⌀ | 80,7 |

| 2,3 |

| 3,1 |

| 3,9 |

| 6,3 |

| 9,5 |

| 12,4 |

| 14,4 |

| 14,2 |

| 12,2 |

| 9,1 |

| 5,1 |

| 2,9 |

| 2,3 |

| 3,1 |

| 3,9 |

| 6,3 |

| 9,5 |

| 12,4 |

| 14,4 |

| 14,2 |

| 12,2 |

| 9,1 |

| 5,1 |

| 2,9 |

### Stadtviertel

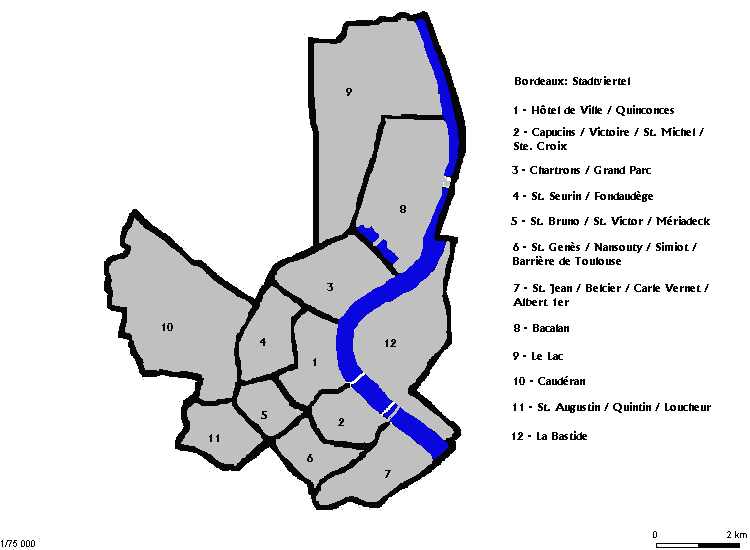
Stadtviertel von Bordeaux

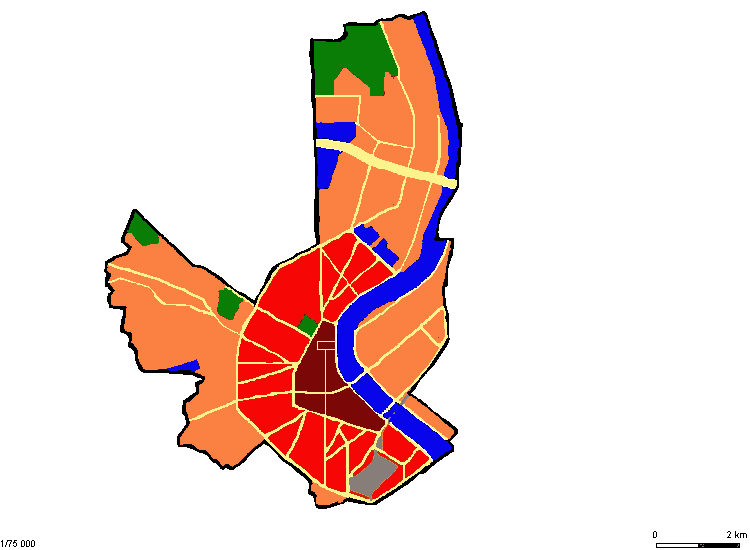
Stadtstruktur von Bordeaux. dunkelrot: Altstadt; hellrot: innerhalb des Boulevards; orange: äußere Stadtteile

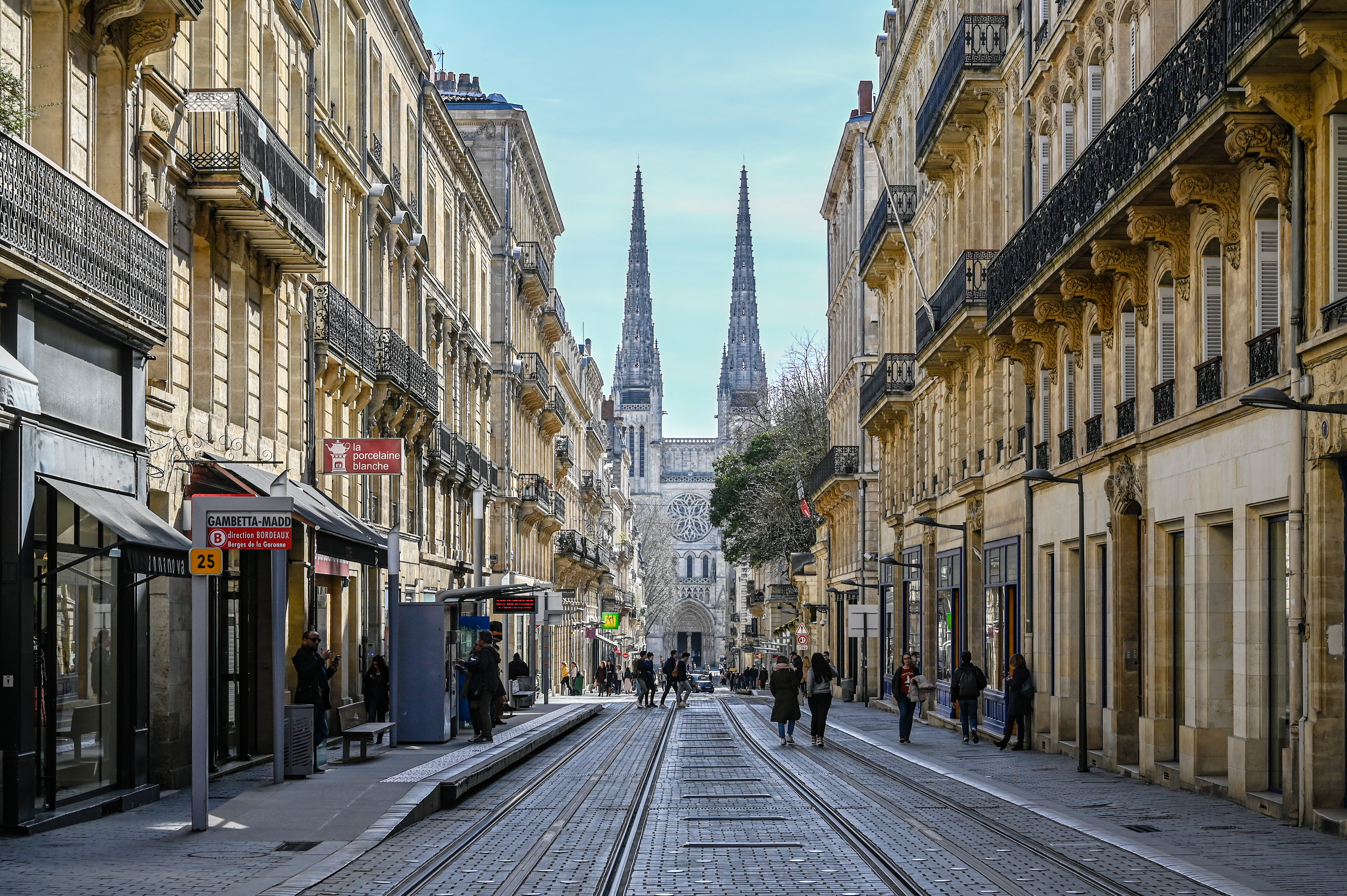
Bürgerhäuser im Viertel Hôtel de Ville, im Hintergrund das Nordportal der Kathedrale

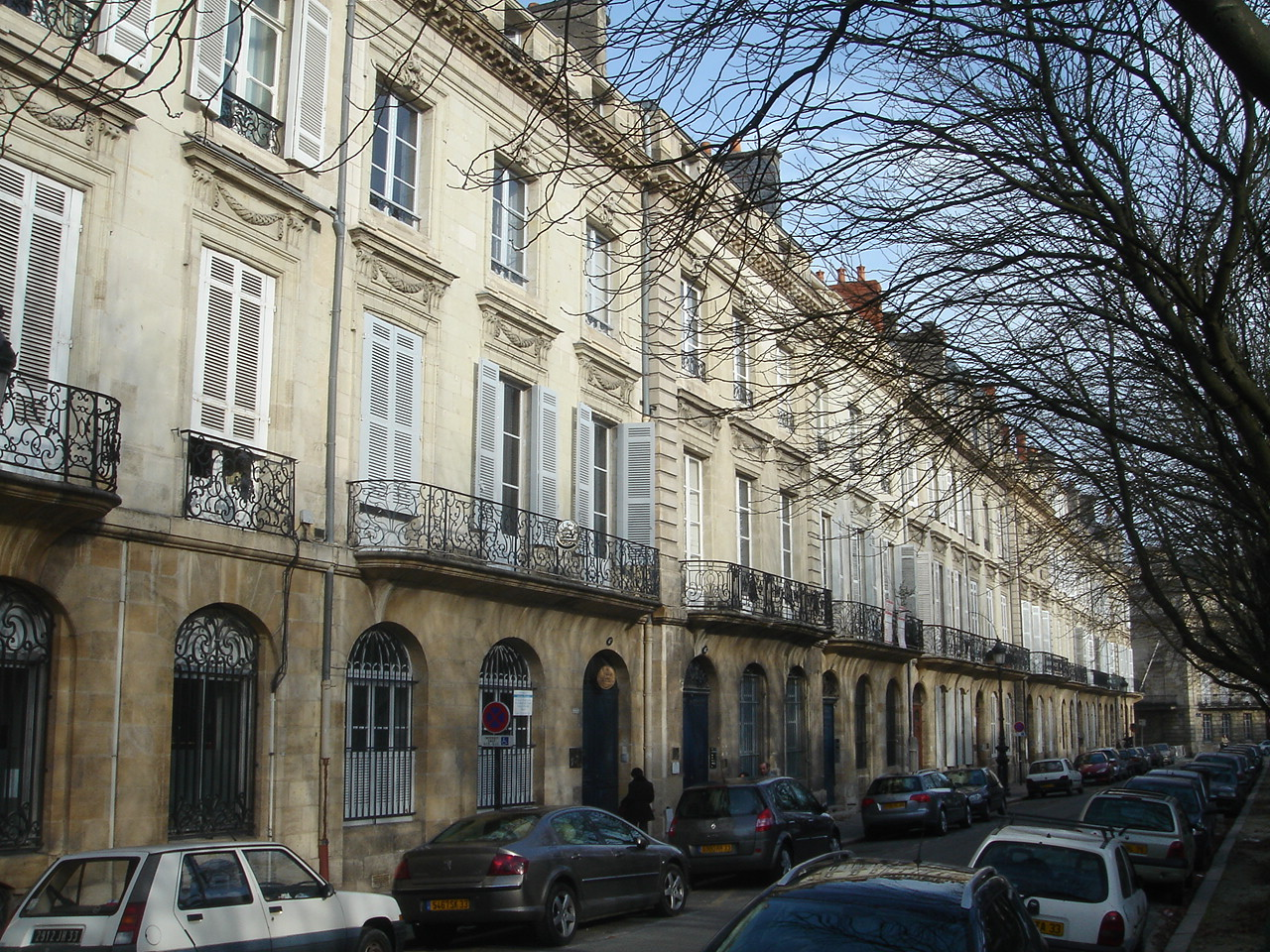
Pavé des Chartrons, ehemaliger Sitz vieler Weinhändler und großbürgerlich geprägtes Wohnquartier

Bordeaux ist verwaltungstechnisch in acht städtische Arrondissements aufgeteilt. Die Arrondissements 1 bis 6 liegen am linken Garonne-Ufer und sind von Norden nach Süden durchnummeriert, das siebte bezeichnet das rechte Garonne-Ufer und das achte den eingemeindeten Stadtteil Caudéran. Da hierbei historisch Gewachsenes zumeist nicht berücksichtigt wurde, hat dies dazu geführt, dass sich die Bewohner nicht – wie zum Beispiel in Paris – mit ihren Arrondissements identifizieren. Stattdessen ist es üblich, den Wohnsitz nach Vierteln beziehungsweise Stadtteilen anzugeben. Üblicherweise geben diese auch einen gewissen Aufschluss über den Lebensstandard.

#### Vieux Bordeaux (Altstadt)
Seit 2007 ist die Altstadt von Bordeaux unter der Bezeichnung Historisches Zentrum von Bordeaux („Hafen des Mondes“) UNESCO-Welterbe. Das Gebiet innerhalb der ehemaligen Stadtmauer ist der historische Kern von Bordeaux. Es wird durch die ringförmige Struktur der Hauptstraßen und das Garonne-Ufer begrenzt und von zwei Hauptachsen geteilt:
Von Norden nach Süden verläuft die über einen Kilometer lange, heute vollständig zur Fußgängerzone umgestaltete Rue Sainte-Catherine vom Place du Grand Théâtre bis zum Place de la Victoire, wo die alten Gebäude der Universität stehen. Hier und westlich davon liegt das Geschäftsviertel von Bordeaux mit Handels- und Dienstleistungsschwerpunkt, östlich bis zur Garonne überwiegt – teils sehr alte – Wohnbebauung.
Die Ost-West-Achse wird durch die Pont de pierre gebildet, die einzige Brückenquerung innerhalb des historischen Zentrums. Ihre Fortführung bildet der Cours Victor Hugo. Nördlich überwiegen Wohn- und Geschäftslagen gehobenen bis sehr hohen Standards, südlich einfache Lagen.
Im Nordwestteil in den Vierteln Quinconces und Hôtel de Ville finden sich feine Restaurants und Cafés, repräsentative Niederlassungen von Banken und Finanzdienstleistern, Kinos und Einzelhandel für den gehobenen bzw. Luxusbedarf. Hier liegt das schon zu Zeiten der Intendanten sogenannte Triangle d’or (Goldenes Dreieck), ein fast gleichseitiges Dreieck, das aus drei Alleen gebildet wird und als Schaufenster des feinen Bordeaux gilt. Im Nordostteil in den Vierteln Saint-Pierre und Saint-Eloi befinden sich Restaurants, Hotels und Kneipen. Der ursprünglich alternative Charme weicht langsam einem gewissen Chic. Der Südwestteil im Viertel Victoire ist stark studentisch geprägt, aber auch bevorzugter Wohnort der Mittelschicht. Im Südosten in den Vierteln Capucins, Saint-Michel und Sainte-Croix überwiegen mit Alten, Arbeitern, Arbeitslosen und Immigranten einkommensschwache Bevölkerungsschichten.

#### Die ehemaligen Faubourgs (Vorstädte)
Der Wohngürtel zwischen Cours und Boulevard ist aus ehemaligen Vorstädten außerhalb der Stadtmauer entstanden und ist mit Ausnahmen ähnlich aufgebaut: Im Norden überwiegen bevorzugte, im Süden einfache Lagen.
Entlang der Garonne liegen im Norden die Viertel Chartrons und Grand Parc, ersteres ist der Sitz vieler Weinhändler und bürgerlich geprägt, letzteres ist eine Großsiedlung für einkommensschwache Schichten.
Der Nordwesten rund um das Palais Gallien beherbergt das Viertel Saint-Seurin, eine gehobene Wohnlage und Sitz vieler Konsulate.
Im Westen ragt das Einkaufs- und Verwaltungszentrum Mériadeck empor, das einzige innerstädtische Hochhausensemble. Für dessen Errichtung wurden großflächig einfache Viertel abgerissen, deren Zustand als marode und unhygienisch angesehen wurde. Obwohl zwischen den Handels- und Verwaltungsflächen hochwertige Wohnbebauung geplant war, ist es nicht zu einer verstärkten Ansiedlung der Oberschicht gekommen; die Bauten haben im Gegenteil bereits eine leichte Patina angesetzt. Die großzügige verkehrstechnische Erschließung führte aber zur Ansiedlung einiger Hotels höheren Standards. Rund um Mériadeck ist die ursprüngliche Bebauung für die untere bis mittlere Mittelschicht erhalten geblieben, die zumeist aus ein- bis zweigeschossigen Häuserzeilen mit kleinen Gärten besteht. Diese sogenannten échoppes sind bei der Bevölkerung heute sehr beliebt.
Saint Genès im Südwesten ist großbürgerlich geprägt, während das Bahnhofsviertel im Süden bis heute Wohngegend der Armen ist. Industrie und Gewerbe, Bahnlinien und wenig ansprechende Infrastruktur wie die zentralen Schlachthöfe prägen das Bild.
Das rechte Ufer der Garonne ist nach Jahrzehnten der Vernachlässigung ins Blickfeld der Stadtplaner gerückt. Anstelle der industriell und durch die Eisenbahn geprägten Viertel Bastide und Benauge wird direkt gegenüber der Altstadt ein vollständig neuer Wohnbezirk für die Oberschicht gebaut. Dies geschieht vor allem in La Bastide auf dem südlichen Areal des ehemaligen Eisen- und Güterbahngeländes und der daran angrenzenden Gewerbegebiete. Den Anfang machten hierzu der Umbau des alten Bahnhofs Gare d’Orléans zu einem Multiplex-Kino und die Eröffnung des Botanischen Gartens Jardin botanique de Bordeaux im Jahr 2003.
Jenseits des Boulevards liegen im Norden das Viertel Lac ohne nennenswerte Wohnbebauung sowie Bacalan, traditionelles Revier der Hafenarbeiter und heute stark von Arbeitslosigkeit geprägt. Im Westen befindet sich Caudéran, ein 1964 eingemeindeter Vorort mit lockerer Bebauung und einigen repräsentativen Villen. Hier ist der Parc Bordelais gelegen, die größte öffentliche Grünfläche der Stadt. Im Südwesten schließt sich Saint-Augustin an, ein Viertel der mittleren bis oberen Mittelschicht; hier liegen das Stadion Stade Chaban-Delmas und das Zentralkrankenhaus.

#### Agglomeration

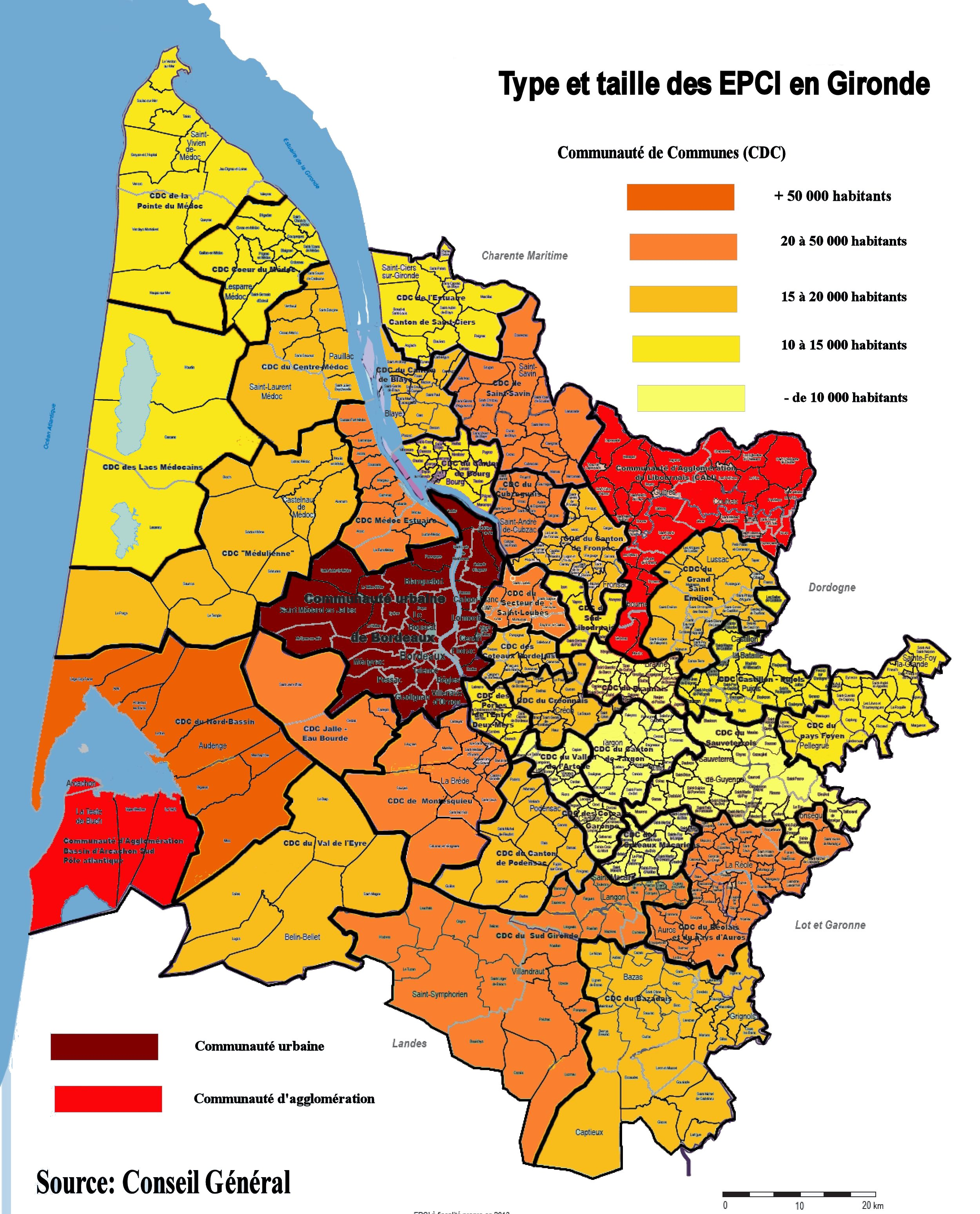
Bordeaux Métropole mit Bordeaux (dunkelrot) und Mitgliedskommunen (übrige Farben)

Wie in fast allen französischen Ballungsräumen ist die Kernstadt Bordeaux von einem Gürtel eigenständiger Kommunen umgeben, die mit ihr untrennbar zusammengewachsen, aber nicht eingemeindet worden sind. Während Bordeaux im 20. Jahrhundert insgesamt an Einwohnern eingebüßt hat, sind diese Vororte teilweise auf das Zehnfache ihrer ursprünglichen Bevölkerung gewachsen. Die flächenmäßige Ausdehnung der Agglomeration ist insbesondere auf dem linken Garonne-Ufer bemerkenswert: Seit Jahrzehnten frisst sich die Stadt förmlich in den umgebenden Pinienwald hinein, immer wieder einen Gürtel aktuell bevorzugter Randwohnlagen vor sich herschiebend. Zum Flächenverbrauch trägt auch die fast durchweg niedrige Bebauung bei.
Der hochverdichtete Teil des Ballungsraumes liegt etwa innerhalb des Autobahnrings. Die Schnittpunkte zwischen dem ringförmigen Boulevard und den Ausfallstraßen sind die sogenannten Barrières. Diese bilden keineswegs deutliche Grenzen zwischen Bordeaux und der Vorstadt, sondern sind im Gegenteil aufgrund ihrer Verkehrslage zu kleinen Nebenzentren der Innenstadt geworden, deren eine Hälfte in Bordeaux liegt, die andere teils schon in den Nachbarkommunen, die außerdem über jeweils eigene Stadtzentren verfügen. Diese Orte weisen Bevölkerungsstärken zwischen 10.000 und 70.000 Einwohnern auf.
Außerhalb dieser Städte bzw. jenseits des Autobahnrings wird die Bebauung lockerer, die Einwohnerdichte geringer und das Durchschnittseinkommen der Bewohner liegt höher. Einige große Einrichtungen wie Flughafen und Industrieansiedlungen unterbrechen das gleichförmige Bild. Die in diesem äußeren Gürtel gelegenen Kommunen verzeichnen zwischen 5000 und 25.000 Einwohner. Auf der gegenüber liegenden Seite der Garonne ist aufgrund des geringeren Platzangebotes der Übergang unvermittelt. Während nahe der Stadtgrenze in Lormont und Cenon Hochhausbebauung im größeren Stil herrscht, beginnt unmittelbar östlich davon bereits der ländliche Raum.

### Flora und Fauna
Das Stadtgebiet ist auf fast 90 % der Fläche derart verdichtet, dass kein Platz für natürliche Lebensräume bleibt. Hier beschränkt sich die Vegetation auf Parks, Grünstreifen und leeren Baugrund. Auch die Tierwelt existiert nur insoweit, wie sie sich an fast geschlosse überbaute Flächen anpassen kann. Bordeaux hat insbesondere ein massives Problem mit seiner Rattenpopulation, das die Stadtverwaltung seit Jahren durch eine verbesserte Müllentsorgung und stärkere Kontrolle der gastronomischen Einrichtungen bekämpft.
Naturnaher Raum findet sich im äußersten Norden des Stadtgebiets und vereinzelt an den Ufergestaden der Garonne gegenüber der Altstadt. Insbesondere im Norden, der als Naherholungsgebiet ausgewiesen wurde, sind einige Flächen bewusst nicht bewirtschaftet worden, sodass hier noch eine Flora und Fauna existiert, wie sie entlang der Gironde typisch ist: Eine Reihe von Zugvögeln hat hier ihre Rastplätze, in den Gehölzen finden sich einige Arten von Niederwild und an sumpfigen Stellen sind auch Bewohner von Feuchtgebieten (Amphibien usw.) zu finden.
Ein eigenes Biotop bilden die Rebflächen, die im Stadtgebiet von Bordeaux allerdings verschwunden sind. In einigen angrenzenden Städten wie Pessac oder Villenave-d’Ornon dagegen wird Wein kultiviert. Hier haben Rebhühner und Kaninchen sowie deren Fressfeinde (Greifvögel usw.) ihre Lebensräume. Relativ ungestört ist der aquatische Lebensraum. In der Garonne existiert eine Vielzahl von Organismen, die sich an die Verhältnisse in Brackwasserreservoiren angepasst haben, siehe hierzu Gironde. In den künstlich geschaffenen Seen leben vornehmlich Zier- bzw. Angelfische.

## Geschichte
Die Geschichte von Bordeaux erstreckt sich über einen Zeitraum von annähernd 2300 Jahren. Sie ist von Kelten, Römern, Franken und dem englisch-französischen Gegensatz geprägt. Seit Mitte des 15. Jahrhunderts gehört Bordeaux ununterbrochen zu Frankreich. Im Laufe der Jahrhunderte erreichte die Stadt drei ökonomische Blütezeiten, die vor allem auf die strategische Lage der Handels- und Verkehrsverbindungen zurückzuführen sind.

### Antike
Die Stadt geht auf eine keltische Siedlung aus dem 3. Jahrhundert v. Chr. zurück, die unter den Römern Burdigala genannt und zur Hauptstadt der Provinz Aquitania erhoben wurde. In dieser Zeit erlebte Bordeaux seine erste Blütezeit, die mehrere hundert Jahre andauerte; sowohl der schon damals praktizierte Weinbau als auch die günstige Lage als Seehafen waren Ursache dafür. Da das unmittelbare Umland sumpfig – das aquitanische Wort burd bedeutet Sumpf – und von Malaria verseucht war und daher für eine Besiedlung ungeeignet erschien, ist Bordeaux ein Beispiel für eine Stadtgründung aus rein strategischen Erwägungen.
Die Via Aquitania verband Bordeaux über Toulouse mit Narbonne, die ältere Via Agrippa verband die Stadt mit Lyon und von dort mit den Zentren Augusta Treverorum, Colonia Claudia Ara Agrippinensium und Massilia.
Das Stadtbild des antiken Burdigala muss beeindruckend gewesen sein; Reiseberichte römischer Schriftsteller beschrieben es als eine reiche, prächtige Stadt. Noch während des Niedergangs Westroms konnte die Stadt einen gewissen Lebensstandard innerhalb ihrer Befestigungen wahren, bevor eine Reihe von Plünderungen und Verwüstungen infolge der Völkerwanderung dem Wohlstand ein Ende setzten.

### Mittelalter
Im 5. Jahrhundert wurde Bordeaux durch die Westgoten, kurz darauf durch die Franken eingenommen. Spätestens nach der Aufteilung des Teilreiches von Charibert I. von Paris, also 567, gehörte Bordeaux zu Neustrien. Nach der Heirat des neustrischen Königs Chilperich I., gab dieser die Stadt, zusammen mit Cahors, Limoges, Bearn und Bigorre jedoch als Morgengabe an seine Braut Gailswintha. Diese fünf Städte lagen strategisch zum Gebiet des Schwiegervaters Athanagild, dem König der Westgoten.
Nachdem Chilperich die Ermordung seiner Gattin veranlasst hatte, ging dieses Erbe, nach einer Regelung eines von Guntram, dem König der Burgunder einberufenen Malbergs, auf das Königreich Austrasien über.
Letzten Endes damit nicht einverstanden, versuchte Chilperich im Jahr 573, mit seinem Sohn Chlodwig als Heerführer, die Städte zurückzuerobern. Zwar gelang kurzfristig die Eroberung von Bordeaux, jedoch wurden die Truppen Chlodwigs schon einen Monat später vom austrischen Markgrafen Sigulf wieder vertrieben.
732 verwüstete Abd ar-Rahman während seines Feldzugs die Stadt. Nach der Niederlage der Araber bei Poitiers wurden diese hinter die Pyrenäen zurückgedrängt, jedoch fielen im 9. Jahrhundert die Normannen ein und plünderten die Stadt erneut. Erst danach begann sich Bordeaux zu erholen. Ein Wendepunkt trat ein, als Eleonore von Aquitanien durch die Heirat mit Heinrich II. den französischen Südwesten zu englischem Lehen machte. Vom 12. bis zum 15. Jahrhundert blieb Bordeaux unter der Herrschaft der Könige von England und erlebte eine zweite wirtschaftliche Blüte. Die Stadt wurde mit einer neuen Stadtmauer versehen und die romanische Kirche durch einen gotischen Bau, die Kathedrale Saint-André, ersetzt. Bordeaux war Sitz eines Erzbischofs und Hauptstadt des Fürstentums Guyenne, der englischen Adaptation des französischen Begriffs Aquitaine.

Ansicht von Bordeaux um 1634 mit der Garonne im Vordergrund: Abbildung aus einem Atlas von Christophe Tassin

Von 1462 bis 1790 war Bordeaux der Sitz des parlement de Bordeaux, welches für Aquitanien zuständig war und dort im Auftrag der Krone Legislative, Jurisdiktion und Exekutive ausübte. Insbesondere entschied es als Appellationsgericht in letzter Instanz alle Zivilprozesse (im schriftlichen Verfahren) und sämtliche Strafprozesse (im mündlichen Verfahren). Über Jahrhunderte stand das parlement de Bordeaux in Konkurrenz zum parlement de Toulouse, wobei es meist um Kompetenz- und Prioritätsstreitigkeiten ging.
Im Vergleich zu anderen französischen Provinzen war der Lebensstandard in Bordeaux und Umgebung hoch. Die Lebensmittelversorgung war ausreichend und die Stadt profitierte von einem Handelsnetz, über das der heimische Wein exportiert und englische Fertigwaren importiert werden konnten. Während des Hundertjährigen Krieges konnten sich die Engländer in Bordeaux halten, erst nach der Schlacht bei Castillon mussten sie die Guyenne endgültig räumen. Am 19. Oktober 1453 zogen die Truppen Karls VII. in die Stadt ein. Die Rückkehr nach Frankreich wurde von den Bürgern, viele von ihnen mächtige und reiche Kaufleute, keineswegs begrüßt, da hierdurch die bisherigen Absatzmärkte in England wegfielen. Auch der König sicherte sich ab, indem er zwei große Festungen bauen ließ, im Norden das Château de la Trompette und im Westen das Château du Hâ. Diese waren vor allem Verteidigungsbauten, aber die Geschütze konnten im Falle von Aufständen auch gegen die Bevölkerung gerichtet werden. Im Jahr 1441 wurde die Universität Bordeaux gegründet.

### Neuzeit

#### Vom Absolutismus bis zum 20. Jahrhundert

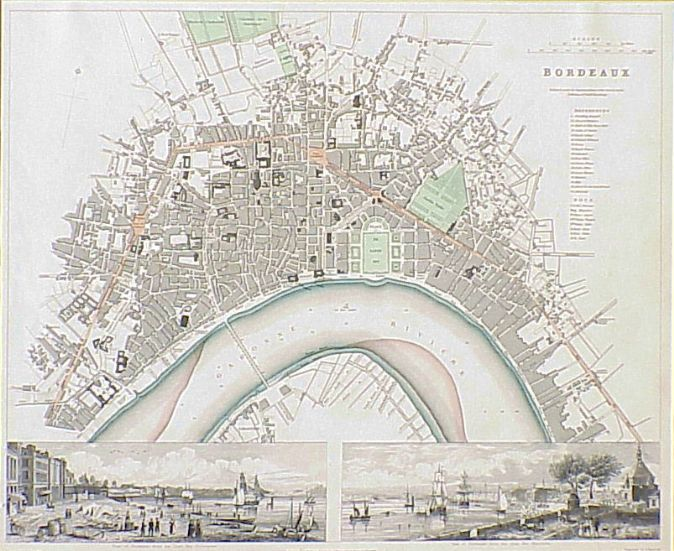
Bordeaux nach einem Plan von 1840 mit Blick nach Westen. Die Bebauung hat sich bereits weit über die mittelalterlichen Grenzen (rot markiert) ausgedehnt. Die bevorzugte Wohngegend ist das Viertel um den Jardin Public.

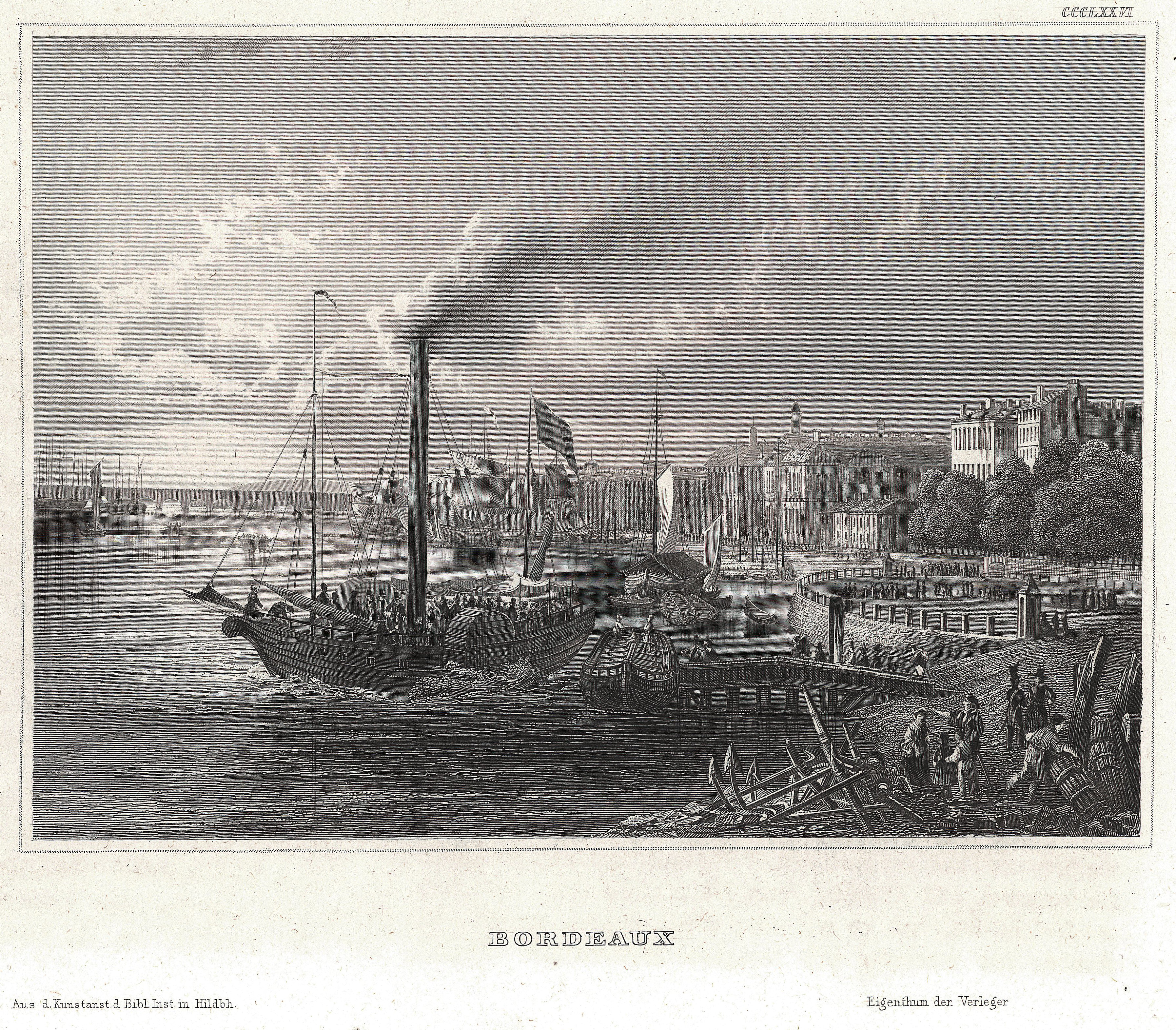
Stadtansicht von Bordeaux nach einem Stahlstich um 1842. Vorn rechts sind die Terrassen des Place des Quinconces erkennbar.

Nach einem zwischenzeitlichen Niedergang erlebte Bordeaux seine dritte Blütezeit im 18. Jahrhundert durch den florierenden atlantischen Seehandel, insbesondere mit den Antillen. Zu dieser Zeit wurden einige fähige Intendanten in die Stadt entsandt, die ihr ein völlig neues Gesicht verliehen. Vor allem der Marquis de Tourny leistete hier Bedeutendes. Die alten Stadtmauern wurden abgerissen und durch breite Prachtstraßen ersetzt, die sogenannten Cours. Entlang dieser Cours entstanden einige der beeindruckendsten Privathäuser, die noch heute teilweise wie Paläste erscheinen. Die prächtigen Gebäude am Rande der Hafenquais stammen ebenfalls aus dieser Zeit. Das im klassizistischen Stil errichtete Grand Théâtre empfing die begehrtesten Ensembles von ganz Frankreich. Ein Meisterwerk merkantiler Baukunst ist das Palais de la Bourse, der Sitz der Börse. Diese Umgestaltung von Bordeaux im Sinne des aufgeklärten Absolutismus beeindruckte den jungen Georges-Eugène Haussmann und dürfte zum Teil vorbildhaft für die Umgestaltung von Paris unter Napoleon III. geworden sein.
Zur Zeit der Französischen Revolution wurde Bordeaux Hauptstadt des Départements Gironde. In der Nationalversammlung stellten die Abgeordneten, die Girondins genannt wurden, eine bedeutende Gruppe, die zunächst erheblichen Einfluss hatte und maßgeblich an der Erklärung der Menschen- und Bürgerrechte und der neuen Verfassung mitwirkte. Diese Girondisten waren politisch den Liberalen zuzuordnen. Sie verloren mit der Terrorherrschaft der Jakobiner um Maximilien de Robespierre 1793/94 allerdings ihren Einfluss und wurden verfolgt. Ein Jahrhundert später wurde ihnen auf dem Place des Quinconces das Monument aux Girondins gewidmet. Auch die wirtschaftliche Situation in Bordeaux verschlechterte sich wieder.
Während der napoleonischen Kriege wurden gewaltige Kontingente in Richtung Spanien verlegt, die unter anderem Bordeaux passierten. Diesem Umstand ist es zu verdanken, dass 1822 mit der Pont de pierre die erste feste Brücke über die Garonne gebaut wurde. Die Bedenken der lokalen Amtsträger, die technischen Herausforderungen angesichts der starken Strömung und der unberechenbaren Fluten nicht meistern zu können, soll Napoleon zu dem Satz „Impossible n’est pas français!“ (Unmöglich ist nicht französisch!) veranlasst haben.
In dieser Zeit wuchs die Bevölkerung trotz wirtschaftlicher Schwierigkeiten erheblich. Es entstanden zwischen den Cours und der neuen Stadtgrenze, dem heutigen Boulevard, der teils bis heute Stadtgrenze geblieben ist, neue Vorstädte, die sich auf dem linken Garonne-Ufer ringförmig um den mittelalterlichen Kern ausbreiteten. Im Nordwesten und Südwesten lagen die Viertel des gehobenen Bürgertums, dazwischen die einfachen Wohngegenden für Arbeiter und Kleinbürgertum. Das rechte Ufer der Garonne entwickelte sich im Vergleich nur langsam. Während der aufkommenden Industrialisierung siedelten sich hier und in der Hafengegend die meisten Großbetriebe an. Bordeaux begann mit seinen Nachbarstädten zusammenzuwachsen.

#### Seit dem 20. Jahrhundert

##### Bordeaux im Zweiten Weltkrieg
1870/71 sowie im Ersten und Zweiten Weltkrieg zog sich die französische Regierung vor den heranrückenden deutschen Truppen aus Paris nach Bordeaux zurück. Mitte Juni 1940 waren zudem mehr als eine halbe Million vor der Wehrmacht flüchtende Zivilisten und Soldaten in der Stadt angekommen.
Vom 1. Juli 1940 bis zum 27. August 1944 war Bordeaux von Truppen der deutschen Wehrmacht besetzt, die hier einen wichtigen U-Boothafen errichteten und ab 1942 ein Marinelazarett unterhielten. Trotz dieser Tatsache und der exponierten Lage nahe der Atlantikküste, die von den Deutschen zum „Atlantikwall“ ausgebaut und in ihrer ganzen Länge mit Bunkern befestigt wurde, blieb Bordeaux nahezu unbeschädigt. Die Ölraffinerieanlagen im Norden von Bordeaux wurden im August 1940 aus der Luft bombardiert.
Herbert Hasler Offizier Royal Marines führte im Dezember 1942 die Kommando Operation Frankton bei dem dieses von einem U-Boot vor der Gironde im Meer abgesetzt wurde und das Kommando, bestehend aus zehn Soldaten in fünf Faltbooten vom Typ Cockle Mark 2 unter Verwendung von Limpet Haftminen, deutsche Schiffe im Hafen von Bordeaux angriff. Es konnten sechs Schiffe beschädigt werden, den Einsatz überlebten nur zwei Soldaten des britischen Kommandos, darunter Hasler. 
Während dieser Zeit war die Stadt wie der ganze französische Südwesten eine Hochburg der Résistance. Am 21. Oktober 1941 wurde der Kriegsverwaltungsrat Hans Gottfried Reimers durch den Widerstandskämpfer Pierre Rebière getötet. Am Tag zuvor war in Nantes auf den Feldkommandanten Karl Hotz ein Attentat verübt worden. Deshalb wurden in Nantes am 22. Oktober 1941 48 Geiseln und in Bordeaux am 24. Oktober 1941 50 Gefangene von der deutschen Besatzungsmacht erschossen.
Maurice Papon, der mit den Nationalsozialisten kollaborierende Sekretär des Präfekten der Gironde, Sabatier, versuchte, die Résistance mit grausamen Mitteln zu unterdrücken. Für seine Willkürherrschaft und seine Mitverantwortung am Holocaust – er war für die Deportation der Bordelaiser Juden verantwortlich – wurde ihm erst 1997 als einem der letzten Vertreter der Kollaboration der Prozess in Bordeaux gemacht. Jacques Chaban-Delmas, eine der wichtigsten Persönlichkeiten des Widerstands gegen die deutsche Besatzung, wurde nach dem Krieg zum Bürgermeister gewählt und hatte dieses Amt fast fünfzig Jahre lang inne.
Nach der Invasion in der Normandie im Juni 1944 befahl Hitler, bei einem Rückzug der deutschen Truppen aus Bordeaux die Hafenanlagen und die unter Napoleon Bonaparte gebaute Brücke Pont de pierre in Bordeaux zu zerstören. Der Divisionskommandeur Generalleutnant Albin Nake schloss entgegen dem Befehl aber nach Verhandlungen mit den Vertretern der örtlichen Résistance eine geheime Übereinkunft, dass die Stadt Bordeaux nicht zerstört würde, wenn die kampflos abziehenden deutschen Truppen von den Gruppen des Widerstandes nicht angegriffen würden, sondern freies Geleit erhielten. Der deutsche Feldwebel Heinz Stahlschmidt hatte am 22. August 1944 das deutsche Munitionsdepot mit den bereitliegenden 4000 Zündern für die beabsichtigte Sprengung gesprengt und dabei mehrere deutsche Soldaten getötet. Ob dieser Sabotageakt die Zerstörung der Stadt verhindert hat, ist nicht geklärt, da die deutschen Truppen auch danach noch über genügend Artillerie verfügten, um die Stadt zu zerstören. An die getroffene Vereinbarung hielten sich beide Seiten, sodass die Zerstörung von Bordeaux unterblieb, Kampfmaßnahmen vermieden wurden und die deutschen Truppen und Zivilkräfte in drei Marschgruppen abziehen konnten. Am 13. Mai 1945 gewann die sozialistische SFIO den zweiten Wahlgang für die Stadtregierung.

###### Internierungslager in Bordeaux
Anfang 1939 wurden in Frankreich mehrere Internierungslager für Menschen eingerichtet, die während oder nach dem Ende des Spanischen Bürgerkriegs nach Frankreich geflüchtet waren. Diese Lager wurden nach dem Ausbruch des Zweiten Weltkriegs vielfach auch zur Internierung sogenannter unerwünschter Ausländer benutzt, wozu vor allem in Frankreich lebende Deutsche und Österreicher zählten – egal, ob sie nazi-freundlich oder Antifaschisten waren. Für Menschen in diesen Lagern, denen sich die Chance einer Ausreise in ein Drittland, zum Beispiel in die USA, bot, war Bordeaux neben Marseille und Le Havre einer der großen Einschiffungshäfen. Zu diesem Zweck wurde von Ende 1939 bis Juni 1940 in einer ehemaligen Seilfabrik in Bordeaux ein Lager für Internierte aus Les Milles eingerichtet, in dem die Menschen auf ihre Auswanderung warten mussten. Dieses Foyer des Emigrants am Quai de Bacalan 24 (Lage) verlor seine Funktion mit dem Beginn der deutschen Besatzung von Bordeaux. Am 17. Juli 1942 telegrafierte der Polizeichef von Bordeaux an die Präfekten der südlichen Zone und teilte ihnen mit, dass die in Frankreich ausgestellten Ausreisevisa für ausländische Juden fortan keine Gültigkeit mehr besäßen. Das Foyer des Emigrants wurde nach dem Kriegsausbruch vom Vichy-Regime dazu benutzt, politische Gegner, vor allem aber Kommunisten, zu internieren. Da das Lager bald überfüllt war, wurde es durch ein Lager in Mérignac ersetzt.
Fort du Hâ (auch Château du Hâ; Lage), ein weiterer Internierungsort in Bordeaux, war ein ehemaliger Herzogs-Palast aus dem 15. Jahrhundert, der 1790 in ein Gefängnis umgewandelt wurde und als solches in Betrieb blieb. Die deutschen Besatzungstruppen beschlagnahmten 1940 drei Viertel der Gefängnisflächen und sperrten hier Widerstandskämpfer ein. Sie wurden von hier aus zum Teil in deutsche Konzentrationslager deportiert oder kamen zur Erschießung ins Camp du Souge. 
Der von den Deutschen besetzte Teil des Fort du Hâ, das sogenannte Deutsche Viertel, wurde durch eine Backsteinmauer vom Rest des Gefängnisses abgetrennt. Das verbliebene Französische Viertel nahm nach allgemeinem Recht verurteilte Häftlinge auf und politische Gefangene, die von der Vichy-Polizei festgenommen worden waren.
Vom Fort du Hâ ist heute nur noch ein Turm erhalten; auf dem Gelände des ehemaligen Gefängnisses befindet sich jetzt die École Nationale de la Magistrature, eine Verwaltungshochschule. Außerdem wurde hier ein Denkmal zur Erinnerung an die Deportationen errichtet.
Dem Deutschen Viertel von Fort du Hâ benachbart befand sich die Boudet-Kaserne (Lage) in der Rue de Pessac, ein ehemaliges französisches Militärgefängnis. Die Besatzungsbehörden brachten hier Widerstandskämpfer unter. „Die ehemalige Kaserne zeugte bei der Befreiung von den Misshandlungen und Folterungen, denen die dort inhaftierten Widerstandskämpfer in diesen Räumlichkeiten ausgesetzt waren.“
Ein weiterer Internierungsort war die Synagoge von Bordeaux (Lage). Sie diente nach der Razzia vom 10. Januar 1942 als Unterbringungsort für die verhafteten Juden. Nach deren Abtransport wurde die Synagoge geschändet und verwüstet. Vom 12. Juli bis zum 8. August 1944 stand der mit mehreren Hundert Menschen gefüllte Train Fantôme in Bordeaux. Bevor dieser seine Fahrt nach Dachau fortsetzte, wurden die Männer aus dem Zug in der Synagoge untergebracht, die Frauen in der Boudet-Kaserne.

##### Bordeaux in der zweiten Hälfte des 20. Jahrhunderts
In der zweiten Hälfte des 20. Jahrhunderts machte Bordeaux einen tief greifenden Strukturwandel durch. Der Seehafen, bis dahin direkt in der Stadt gelegen, wurde aufgegeben und durch ein Terminal nahe Le Verdon-sur-Mer an der Girondemündung ersetzt, das die nötige Wassertiefe und Kapazität besitzt, Containerschiffe abzufertigen. Die Öltanker bedienen eine neu errichtete Großraffinerie in Pauillac, etwa 50 km entfernt. Nach den Mai-Unruhen 1968 wurde die Universität Bordeaux in einen neuen Campus im Vorort Talence ausgelagert, um die Studenten auf räumlicher Distanz zu halten. Grand ensembles entstanden. Im Norden wurden auf bisher brach liegendem Gelände ein Messegelände, Hotels und Einkaufszentren gebaut. Eine Verwaltungsstadt wurde in der Nähe des Stadtzentrums errichtet, für die das alte Arbeiterviertel Mériadeck abgerissen wurde. Zudem wurde ein Autobahnring („Rocade“) gebaut, um der zunehmenden Verkehrsprobleme Herr zu werden. In den 1970er Jahren siedelten sich unter anderem Ford, IBM, Siemens und Aérospatiale in neu ausgewiesenen Gebieten am Stadtrand und in den Nachbargemeinden an.
Nicht jede dieser brachialen Maßnahmen wurde dem Aufwand gerecht, aber der Niedergang der Wirtschaft konnte gestoppt werden. Möglich wurde dies auch durch den Zusammenschluss von Bordeaux und seiner Nachbargemeinden zur Bordeaux Métropole, einem kommunalen Verbund, der interkommunale Aufgaben wie Strukturpolitik, Nahverkehr und Ver- und Entsorgung regelt.
Während der 1990er Jahre wurde sich Bordeaux seines historischen Erbes vollends bewusst. Die Altstadt, die fast vollständig das historische Erscheinungsbild behalten hat, wurde zunehmend verkehrsberuhigt und die Wohnlagen wurden aufgewertet. Historische Gebäude wurden saniert, die Front zur Garonne restauriert und Neubauten wie die Cité Mondiale du Vin behutsam ins Stadtbild eingefügt. 1994 wurde ein groß angelegtes Projekt zur Stadtsanierung vorgestellt, das zum Hauptziel hat, die Stadt wieder mit der Garonne zu vereinigen. Alte Lagerhallen wurden abgerissen, Radwege und Promenaden gebaut und die Industriebrachen der rechten Garonneseite mit neuer, hochwertiger Bebauung versehen. Im Jahr 2004 wurde die Straßenbahn, die seit den 1960er Jahren durch Busse ersetzt worden war, wieder mit drei neuen Linien eingeweiht. Die Bemühungen um die Bewahrung und schonende Modernisierung des alten Kerns wurden 2007 mit der Aufnahme der Altstadt in das UNESCO-Welterbe belohnt.

## Bevölkerung

### Sprache
Unmittelbar in der Nähe von Bordeaux verläuft die Sprachgrenze zwischen der Langue d’oïl und der Langue d’oc, die hier eine weite Ausbuchtung nach Süden erfährt. Die Langue d’oïl ist im Laufe des Mittelalters bis nach Blaye vorgedrungen, das nur 30 Kilometer von Bordeaux entfernt liegt. Zugleich teilt sich das okzitanische Gebiet ab der Gironde fächerartig in verschiedene Dialekte auf. Ursprünglich wurde in Bordeaux im Alltag ein okzitanischer Dialekt gascognischer Prägung gesprochen, während die rechte Seite der Garonne bereits unter Einfluss der auvergnatischen, ab Libourne dann der limousinischen Variante stand. Mit der Durchsetzung des Standardfranzösischen als Alltagssprache ab dem 19. Jahrhundert, spätestens seit dem Ersten Weltkrieg, wurden diese Dialekte, die sogenannten Patois, zurückgedrängt. In Bordeaux verschwand das Patois besonders früh: Dies liegt in der urbanen Struktur begründet, wurde aber sicherlich durch den Umstand verstärkt, dass selbst innerhalb des Stadtgebiets verschiedene, untereinander schwer verständliche Patois gesprochen wurden. Bereits vor 1970 war das Okzitanische endgültig aus dem Alltag verschwunden. Zurück bleibt in heutiger Zeit ein typischer, „südwestlicher“ Akzent. Dieser verzichtet auf die Nasalaussprache oder deutet sie nur an. Zudem werden die Vokale oft heller und kürzer als im Standardfranzösischen ausgesprochen, wodurch sich das Sprechtempo beträchtlich erhöhen kann.

### Bevölkerungsentwicklung und -dichte
2005 schätzte das französische Institut für Statistik INSEE die Einwohnerzahl von Bordeaux auf ca. 230.000. Das bedeutet, dass sich seit der letzten Zählung ein Bevölkerungsgewinn von über 14.000 Einwohnern ergeben hat – ein Wachstum, das den französischen Durchschnitt um mehr als das Doppelte übertrifft. Dies ist eine deutliche Trendumkehr, denn seit 1900 war die Bevölkerung im Stadtgebiet fast hundert Jahre lang stetig gesunken. Waren es Anfang des 20. Jahrhunderts noch über 260.000 Einwohner, drohte selbst nach der Eingemeindung von Caudéran in den sechziger Jahren zwischenzeitlich – um 1980 – der Fall unter die 200.000-Einwohner-Grenze. Ungebrochen ist das Wachstum innerhalb der Agglomeration, deren Bevölkerung bereits bei der letzten Volkszählung 1999 754.000 Einwohner betrug. Die CUB hatte 2010 720.000 Einwohner.
| Jahr | 1876    | 1896    | 1921    | 1936    | 1954    | 1968*   | 1982    | 1990    | 1999    | 2006    | 2018    |
| --- | ------- | ------- | ------- | ------- | ------- | ------- | ------- | ------- | ------- | ------- | ------- |
| Einwohner | 215.100 | 256.900 | 267.400 | 256.400 | 257.946 | 270.996 | 208.159 | 210.336 | 215.363 | 232.260 | 257.068 |
| *nach Eingemeindung von Caudéran im Jahr 1964. Seit 2000 gelten vereinfachte Zensusregelungen, die auf Teilerhebungen beruhen. |         |         |         |         |         |         |         |         |         |         |         |

Da Eingemeindungen in Frankreich eher zurückhaltend betrieben werden, hat das Stadtgebiet von Bordeaux eine gewisse Bevölkerungsobergrenze erreicht. Die Bevölkerungsdichte ist verhältnismäßig hoch und liegt mit mehr als 4000 Einwohnern je Quadratkilometer oberhalb derjenigen vergleichbarer Städte im deutschsprachigen Raum – im innenstadtnahen Wohngürtel teils noch beträchtlich darüber. Dagegen weist die CUB 1200, die Agglomeration nur 713 Einwohner je Quadratkilometer aus und hält noch beträchtliche Reserven zur Verdichtung des Wohnraumes vor.

### Bevölkerungsstruktur
Bordeaux hat eine insgesamt günstige Bevölkerungsstruktur. Der Großraum ist seit jeher für Zuwanderer attraktiv gewesen, da Klima, Lebensumstände und Entfaltungsmöglichkeiten gegeben waren. Insbesondere die Bildungseinrichtungen, in geringerem Maße auch die neu angesiedelten Wirtschaftszweige, haben bewirkt, dass die Einwohner im nationalen Vergleich unterdurchschnittlich alt und überdurchschnittlich gebildet sind.
Die ethnische Zusammensetzung hat mit der Zeit einige Besonderheiten erfahren. Bordeaux galt über Jahrhunderte als Anlaufstelle portugiesischer und spanischer Exilanten, insbesondere politischer Flüchtlinge und in ihrer Heimat unter Repressalien leidender sephardischer Juden. Darin liegt auch begründet, dass sich später überdurchschnittlich viele portugiesische Gastarbeiter in Bordeaux niederließen, die hier eine florierende Gemeinde aufgebaut haben. Einwanderer aus dem Maghreb, heute überwiegend im Besitz der französischen Staatsbürgerschaft, spielen ebenfalls eine Rolle, jedoch bei weitem keine so große wie in den Ballungszentren von Paris, Lyon oder Marseille.

## Religionen

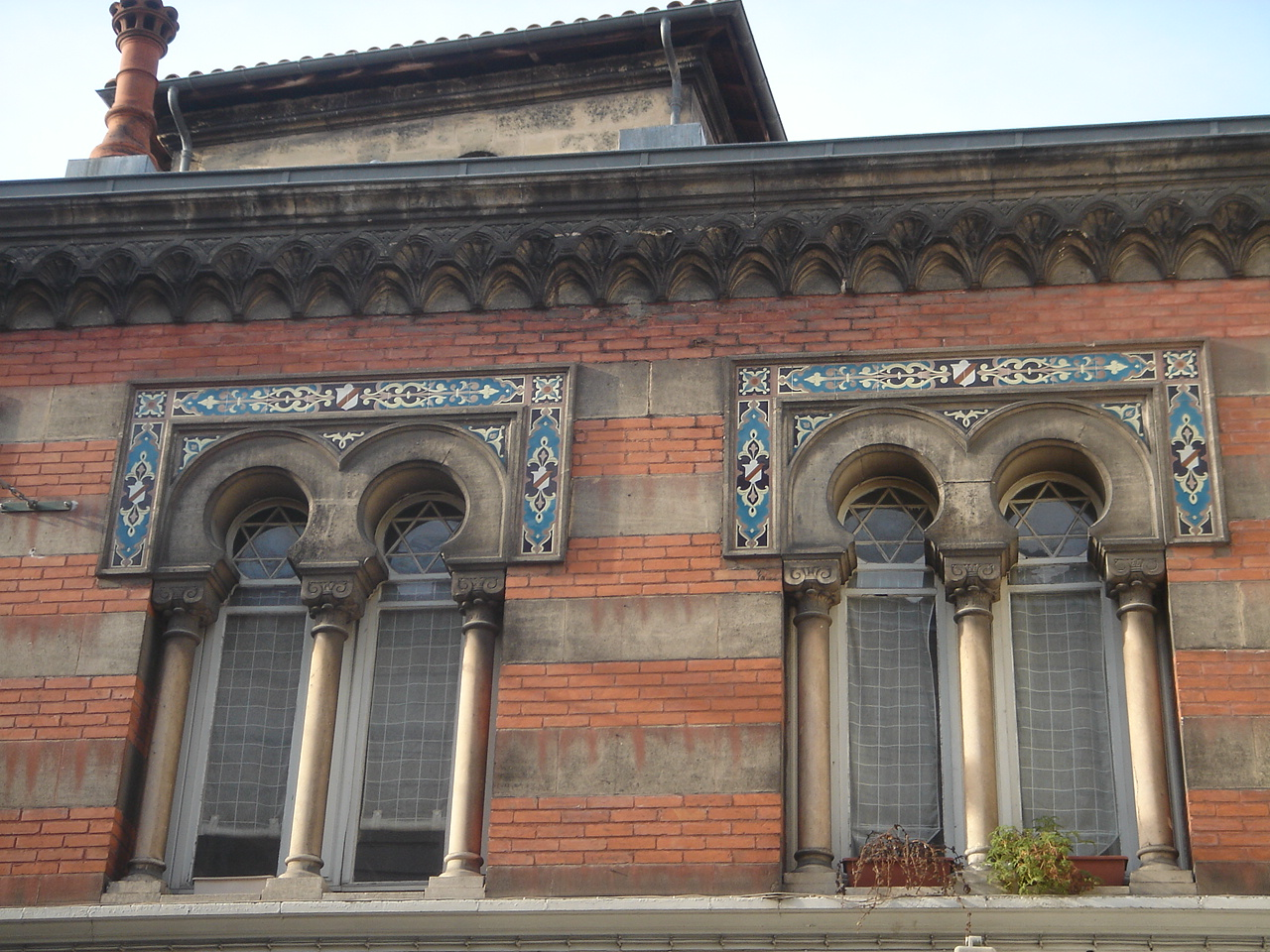
An manchen Häuserfassaden lässt sich der jüdische Glaube ihres Erbauers erkennen.

Bordeaux war traditionell ein Ort religiöser Toleranz. Während der Religionskriege, die in unmittelbarer Nähe katastrophale Folgen hatten, nahm die Stadt bereitwillig Flüchtlinge auf. Dies geschah nicht völlig uneigennützig, denn die Hugenotten trugen viel zur Wirtschaftsleistung bei. Auch gibt es seit langem eine große jüdische Gemeinde und die sehenswerte Synagoge. Im Unterschied zu den meisten nord- und ostfranzösischen Städten tragen Einwanderer dazu bei, den katholischen Bevölkerungsanteil zu stabilisieren, denn diese stammen in Bordeaux vor allem aus Südeuropa.
Da in Frankreich keine offiziellen Statistiken über die Religionszugehörigkeit geführt werden, ist es auch für Bordeaux nicht möglich, exakte Zahlen anzugeben. Legt man den französischen Bevölkerungsschnitt zugrunde (60 % Katholiken, 8 % Muslime, 2 % Protestanten, 1 % Juden, 1 % andere Gemeinschaften, 28 % ohne Religion), weicht Bordeaux von diesen Zahlen leicht ab. Spezielle Faktoren wie beispielsweise die in Städten allgemein überdurchschnittliche Anzahl an Muslimen, die in Südfrankreich überdurchschnittliche Anzahl an Protestanten und die in Bordeaux überdurchschnittlich vertretenen Vertreter jüdischen Glaubens legen nahe, dass der katholische Bevölkerungsteil unter 60 % liegt.

## Politik
Bordeaux ist traditionell eine Hochburg des Liberalismus französischer Prägung. Die Erfahrungen durch den bereits im Mittelalter hier weit entwickelten Freihandel haben bewirkt, dass die schon früh sehr selbstbewussten Bürger ihre Interessen formulierten und sogar unter feudalen oder absolutistischen Systemen auch durchsetzten. Galt diese Einstellung vor der Französischen Revolution noch als fortschrittlich, wurde sie bald darauf in Misskredit gebracht, denn mit der freiheitlichen Einstellung bourgeoiser Art war auch das bedingungslose Eintreten für Privateigentum und das Streben nach individuellem Wohlstand verbunden.
Trotz mancher Wandlungen in der politischen Landschaft ist Bordeaux in seiner Mehrheit dieser Tradition treu geblieben: Während Aquitanien und hier besonders das Département Gironde eine Hochburg der Sozialisten geblieben ist, hat sich Bordeaux selbst seit Mitte des 20. Jahrhunderts für bürgerliche Ratsmehrheiten entschieden und seine Bürgermeister immer aus den Parteien der Konservativen oder Wirtschaftsliberalen gewählt. Dies änderte sich erst bei den Kommunalwahlen 2020, als ein Linksbündnis die Wahl gewann und mit Pierre Hurmic erstmals ein Politiker der französischen Grünen das Amt übernahm.

### Bürgermeister

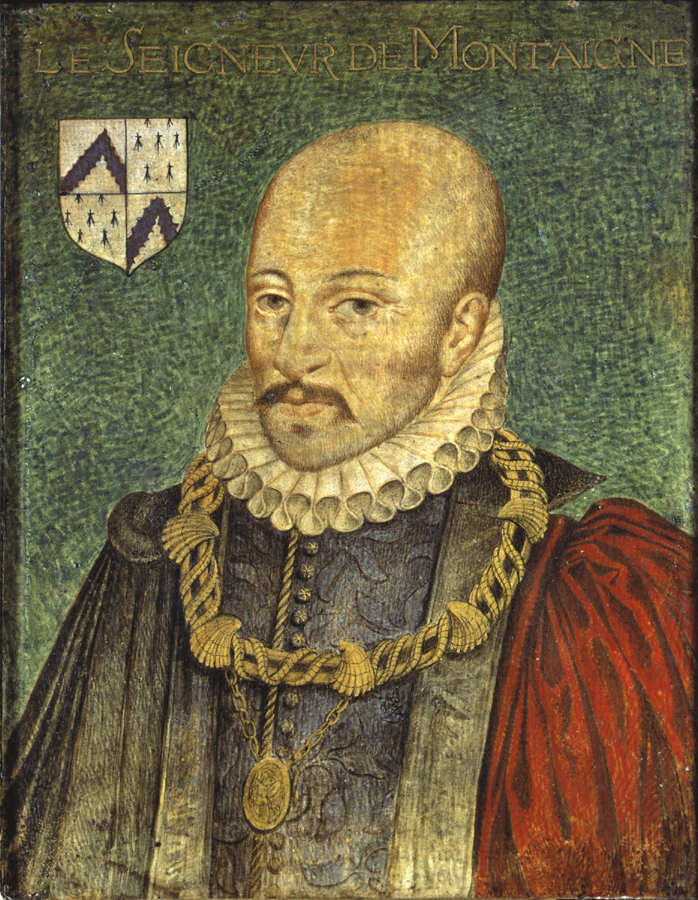
Michel de Montaigne, Bürgermeister von Bordeaux im 16. Jahrhundert

Folgende Bürgermeister standen der Stadt seit dem 20. Jahrhundert vor:
- 1900–1904: Paul-Louis Lande
- 1904–1908: Alfred Daney
- 1908–1912: Jean Bouche
- 1912–1919: Charles Gruet
- 1919–1925: Fernand Philippart
- 1925–1944: Adrien Marquet
- 1944–1947: Jean-Fernand Audeguil
- 1947–1995: Jacques Chaban-Delmas (RPR)
- 1995–2004: Alain Juppé (RPR, später UMP)
- 2004–2006: Hugues Martin (UMP)
- 2006–2020: Alain Juppé (UMP)
- seit 2020: Pierre Hurmic (Union de la gauche)

Der berühmteste Bürgermeister von Bordeaux war Michel de Montaigne, Schriftsteller und wegweisender Philosoph des Humanismus im 16. Jahrhundert.

### Wappen

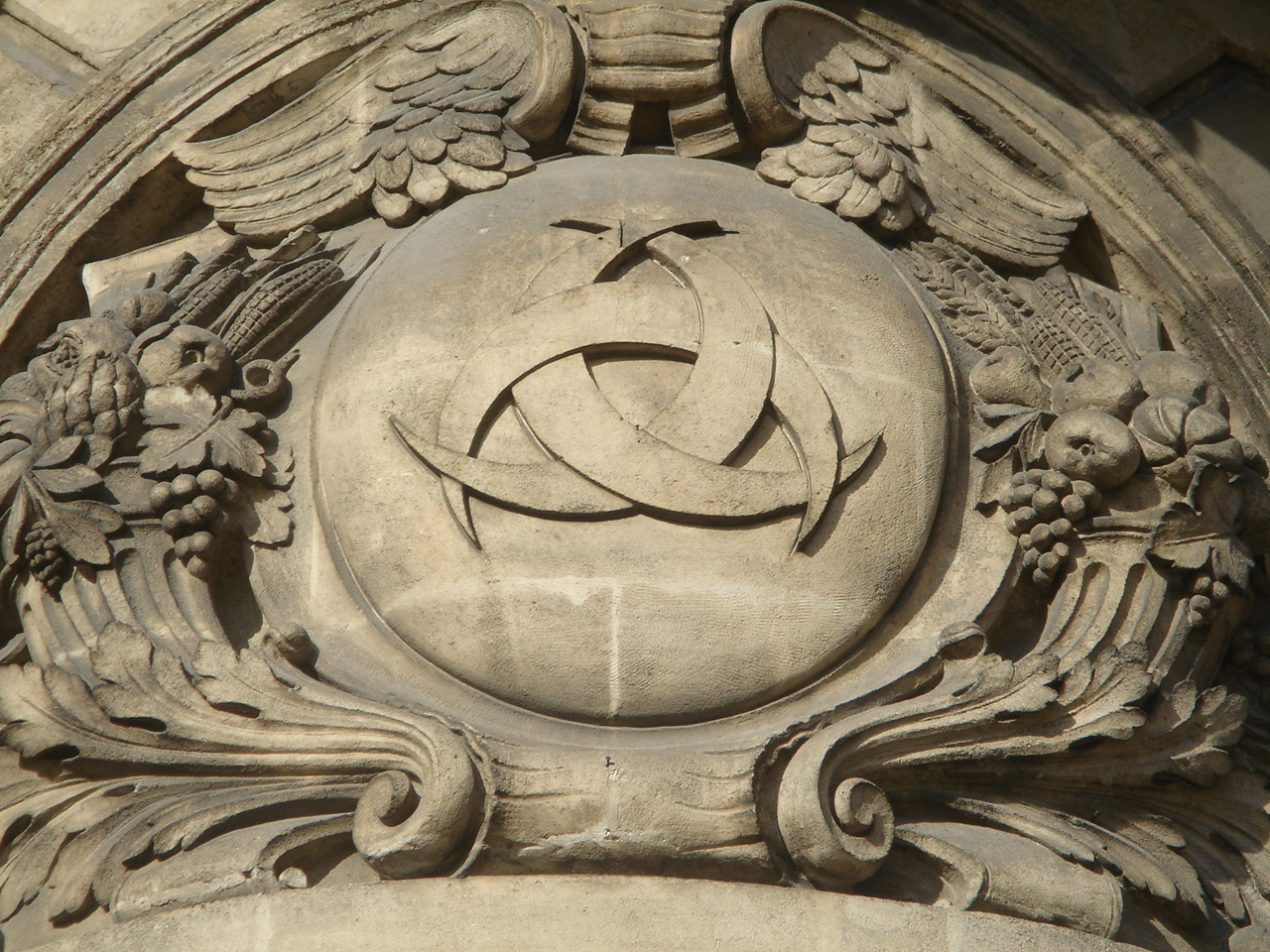
Die drei Mondsicheln als Fassadenschmuck über einem Hauseingang

Blasonierung: „In Rot unter blauem Schildhaupt, darin balkenweise drei goldene heraldische Lilien, über blauem Wellenschildfuß, darin drei schwarze Wellenfäden und eine liegende silberne Mondsichel, eine wachsende schwarzgefugte silberne Burg mit Zinnenmauer, zentralem, geschlossenem Rundportal, vier gezinnten, konisch gefußten Rundtürmen, je zwei links und rechts eng zusammenstehend, mittig ein wachsender gezinnter Rundturm mit Rundbogenfenster, darin eine silberne Glocke hängend, alle kegelbedacht und überhöht mit einem hersehenden goldenen Leoparden.“
Wappenerklärung: Das Wappen ist auf die Zeit unmittelbar nach dem Ende des Hundertjährigen Krieges zurückzuführen. Die Lilien auf blauem Grund im Schildhaupt stehen für das königliche Frankreich, der goldene Leopard auf rotem Grund symbolisiert das Herzogtum Guyenne und die Burg das Rathaus von Bordeaux, das damals in dem heute nicht mehr existierenden Stadtschloss untergebracht war. Heute existiert nur noch der Turm mit der Dicken Glocke (Grosse Cloche). Die Mondsichel in den Flusswellen weist auf den Namen Port de la Lune hin und unterstreicht so die Rolle der Stadt für den Seehandel. Diese Anordnung der Symbole unterstreicht den französischen Anspruch auf Stadt und Landschaft und findet sich im Wahlspruch der Stadt wieder. Im Vollwappen ist der Spruch in einem Spruchband unterhalb des Schildes zu finden; über dem Schild befindet sich eine Mauerkrone mit sieben Zinnen – zuweilen durch eine gräfliche Krone ersetzt – und zur Linken und zur Rechten wird er von zwei Antilopen gehalten.
Als Symbol für Bordeaux hat die Mondsichel über die Zeit eine besondere Bedeutung erhalten. Seit einigen hundert Jahren hat sich eine grafische Form entwickelt, die drei ineinander verkreuzte Sicheln darstellt und als verkürzte Form des Wappens verwendet wird. Die Stadtverwaltung nutzt dieses Zeichen als Plakette zur Kennzeichnung städtischen Eigentums oder städtischer Aktivität, auch als imageförderndes Markensymbol, ähnlich wie ein Logo. Auch unter der Bevölkerung ist es sehr beliebt: Die trois croissants schmücken Häuserfassaden, Kleidungsstücke oder sind als Aufkleber usw. erhältlich.

### Städtepartnerschaften
Bordeaux listet 20 Partnerstädte auf:
| Stadt            | Land                   | seit |
| ---------------- | ---------------------- | ---- |
| Aschdod          | Israel                 | 1984 |
| Baku             | Aserbaidschan          | 1979 |
| Bamako           | Mali                   | 1999 |
| Bilbao           | Spanien                | 2000 |
| Bristol          | Vereinigtes Königreich | 1947 |
| Casablanca       | Marokko                | 1988 |
| Fukuoka          | Japan                  | 1982 |
| Krakau           | Polen                  | 1993 |
| Lima             | Peru                   | 1956 |
| Los Angeles      | Vereinigte Staaten     | 1964 |
| Madrid           | Spanien                | 1984 |
| München          | Deutschland            | 1964 |
| Oran             | Algerien               | 2003 |
| Ouagadougou      | Burkina Faso           | 2005 |
| Porto            | Portugal               | 1978 |
| Québec           | Kanada                 | 1962 |
| Ramallah         | Palästina              | 2007 |
| Riga             | Lettland               | 1993 |
| Sankt Petersburg | Russland               | 1992 |
| Wuhan            | Volksrepublik China    | 1998 |

## Wirtschaft

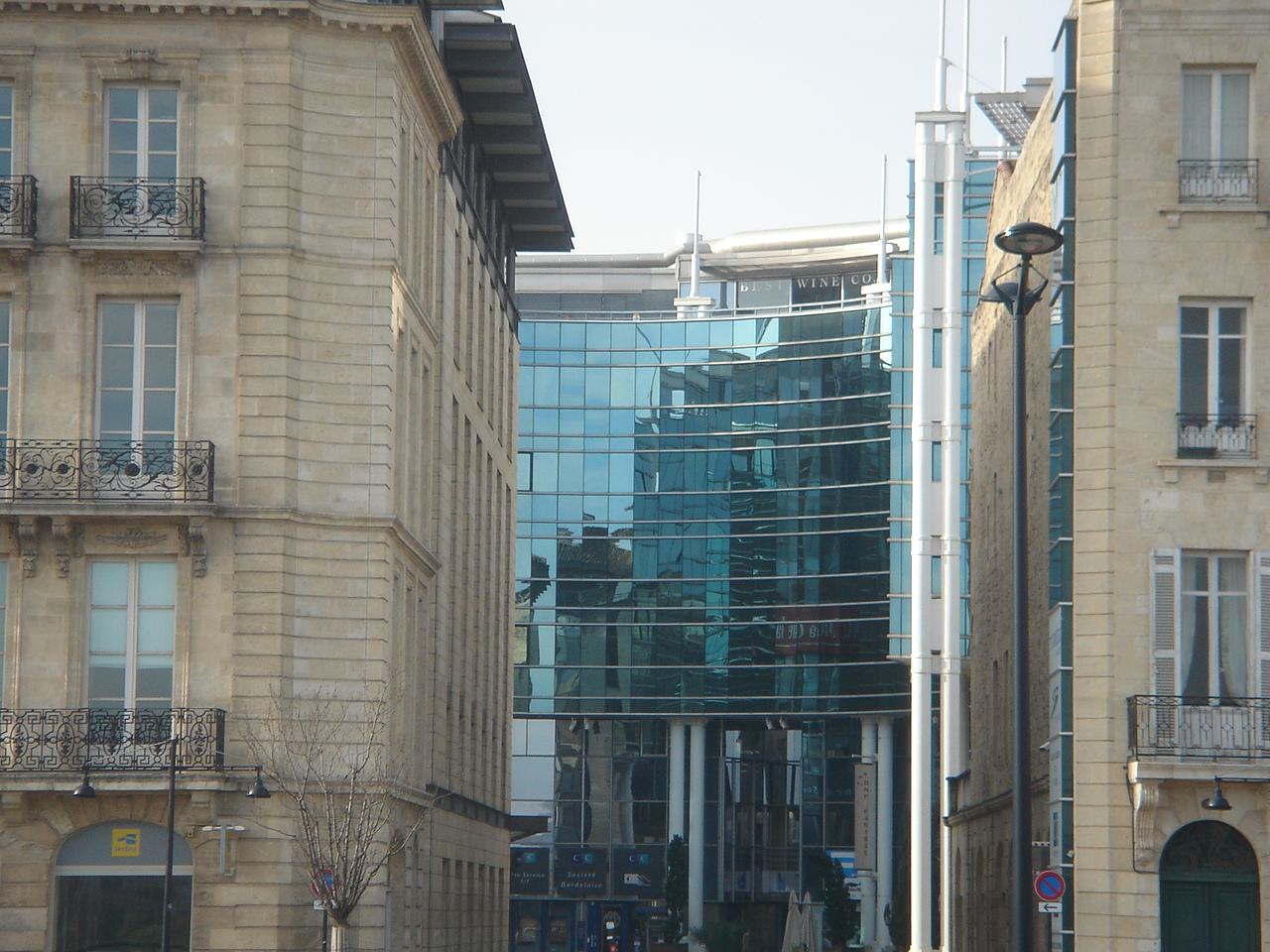
Cité Mondiale du Vin, Kongress- und Veranstaltungszentrum rund um den Wein

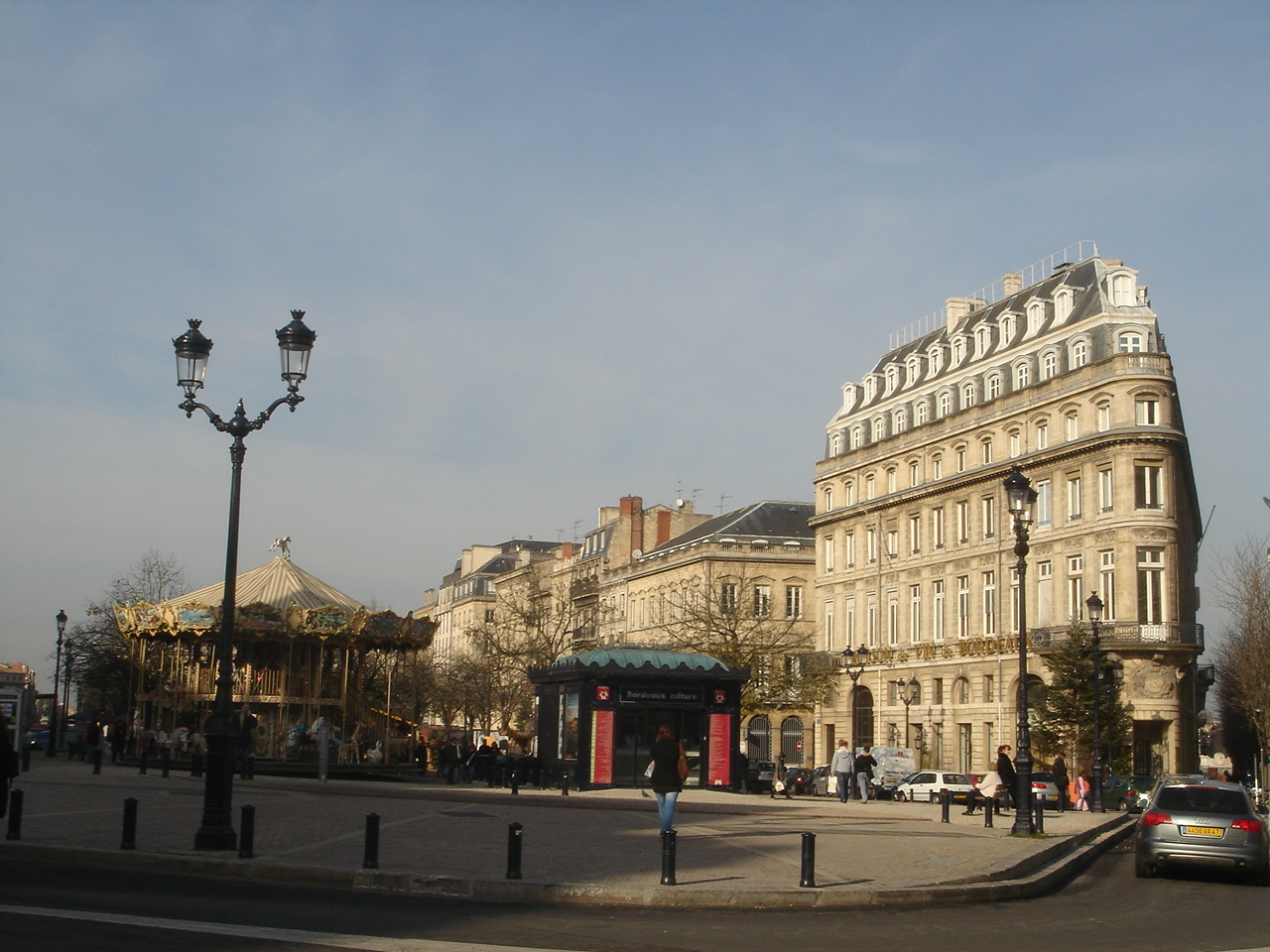
Allée de Tourny mit der Maison Internationale du Vin, Zentrum des Einzelhandels für Luxusgüter

Seit jeher ist die Wirtschaft von Bordeaux untrennbar mit dem Wein und mit dem Hafen verbunden. Auch heute spielen Handel, Verkehr und Dienstleistungen die entscheidende Rolle in der lokalen Wirtschaft. Dagegen ist Bordeaux erst spät zu einem industriellen Standort geworden und schon kurze Zeit später in eine Strukturkrise geraten. Nach deren Bewältigung sind dort überwiegend Zukunftstechnologien angesiedelt worden. Die Arbeitslosenquote betrug 2006 9,9 % und 2011 10,3 %.
|                            | Dienstleistungssektor | Industrie | Bau   | Landwirtschaft |
| -------------------------- | --------------------- | --------- | ----- | -------------- |
| Bordeaux                   | 91,2 %                | 4,7 %     | 3,8 % | 0,3 %          |
| Durchschnitt in Frankreich | 77 %                  | 13,2 %    | 6,9 % | 2,8 %          |

### Dienstleistungssektor
Wein und Seehandel sind noch heute wichtige Wirtschaftsfaktoren. Der Hafen galt 2019 als der siebtgrößte Seehafen in Frankreich (gemessen an der umgeschlagenen Tonnage: fast 5,4 Millionen Tonnen wurden angelandet und fast 1,5 Millionen Tonnen verließen den Hafen)
Der Bordeaux-Wein wird in viele Länder exportiert. 2019 wurde Bordeaux-Wein im Wert von 2,1 Milliarden Euro exportiert.
Groß- und Einzelhandel sind stark vertreten und teilweise auf den Vertrieb regionaler oder spezialisierter Produkte ausgerichtet. Land- und Seespeditionen betreiben von hier aus vielfältige Aktivitäten, wobei der Güterumschlag über die Straße mit 90 Millionen Tonnen pro Jahr das Zehnfache der über See abgewickelten Menge erreicht. Als Verwaltungszentrum der Region und des Départements verfügt die Stadt über eine starke administrative Stellung. Hinzu kommen die Universität Bordeaux und Institute wie das Institut für Önologie. Messen, Kongresse und der Tourismus waren bis zum Beginn der COVID-19-Pandemie in Frankreich ein bedeutender Wirtschaftssektor.
In Bordeaux finden seit Jahrhunderten bekannte Messen statt. Größte Publikumsmesse ist die jährlich im März stattfindende Buchmesse Salon du Livre; Fachmessen wie die Vinexpo oder die Vinitech-Sifel richten sich vornehmlich an gewerbliche Besucher.

### Industrie
Die Agglomeration zählt 88 Gewerbegebiete, die durch sechs sogenannte „Technologiepole“ ergänzt werden. Bordeaux hat fünf industrielle Schwerpunkte zu strategischen Standortfaktoren erklärt: Luft- und Raumfahrt, Elektronik, Chemie und Pharmaindustrie, Automobilbau und Baumaterial.
Ford hatte im Vorort Blanquefort ein Getriebe-Werk; dort arbeiteten bis zu seiner Schließung 2019 850 Mitarbeiter.

## Bildung

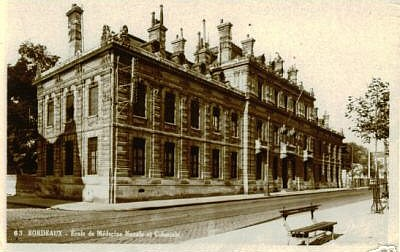
Santé Navale, Postkartendarstellung von 1900

In Bordeaux besteht ein großes und differenziertes Bildungsangebot. Allein 70.000 Studenten verteilen sich auf die vier Universitäten, die gemeinsam als Universität Bordeaux auftreten, aber formal unabhängig voneinander sind. Neben der Universität zählt die Stadt acht Ingenieurshochschulen, vier Wirtschaftshochschulen, das Institut d’études politiques de Bordeaux und fünf sonstige Hochschulen, darunter die Santé Navale, die für das Gesundheitswesen der Marine ausbildet. In Bordeaux befindet sich die École nationale de la magistrature (ENM), die französische Ausbildungsstätte für Richter und Staatsanwälte. Saint-Joseph de Tivoli gilt als eine der ältesten Schulen der Stadt.

## Medien
Bordeaux ist Standort der Sud-Ouest-Mediengruppe, die neben der regionalen Tageszeitung Sud Ouest und ihrer Sonntagsausgabe auch eine Reihe von Ratgebern, Magazinen und Bildbänden herausgibt. Das Verbreitungsgebiet der Tageszeitung reicht bis in die Charente, das Limousin und die Pyrenäen; die Auflage gehört zu den höchsten in ganz Frankreich. Traditionsreich sind in Bordeaux Buchverlage, weswegen die Stadt auch Standort einer Buchmesse ist. Zudem unterhalten die Fernseh- und Radioanstalten, z. B. France 3, Regionalbüros in Bordeaux, der lokale Fernsehsender TV 7 Bordeaux hat hier ebenfalls seinen Sitz. Auch einige private Radiosender sind in Bordeaux angesiedelt.

## Sehenswürdigkeiten

### Überblick

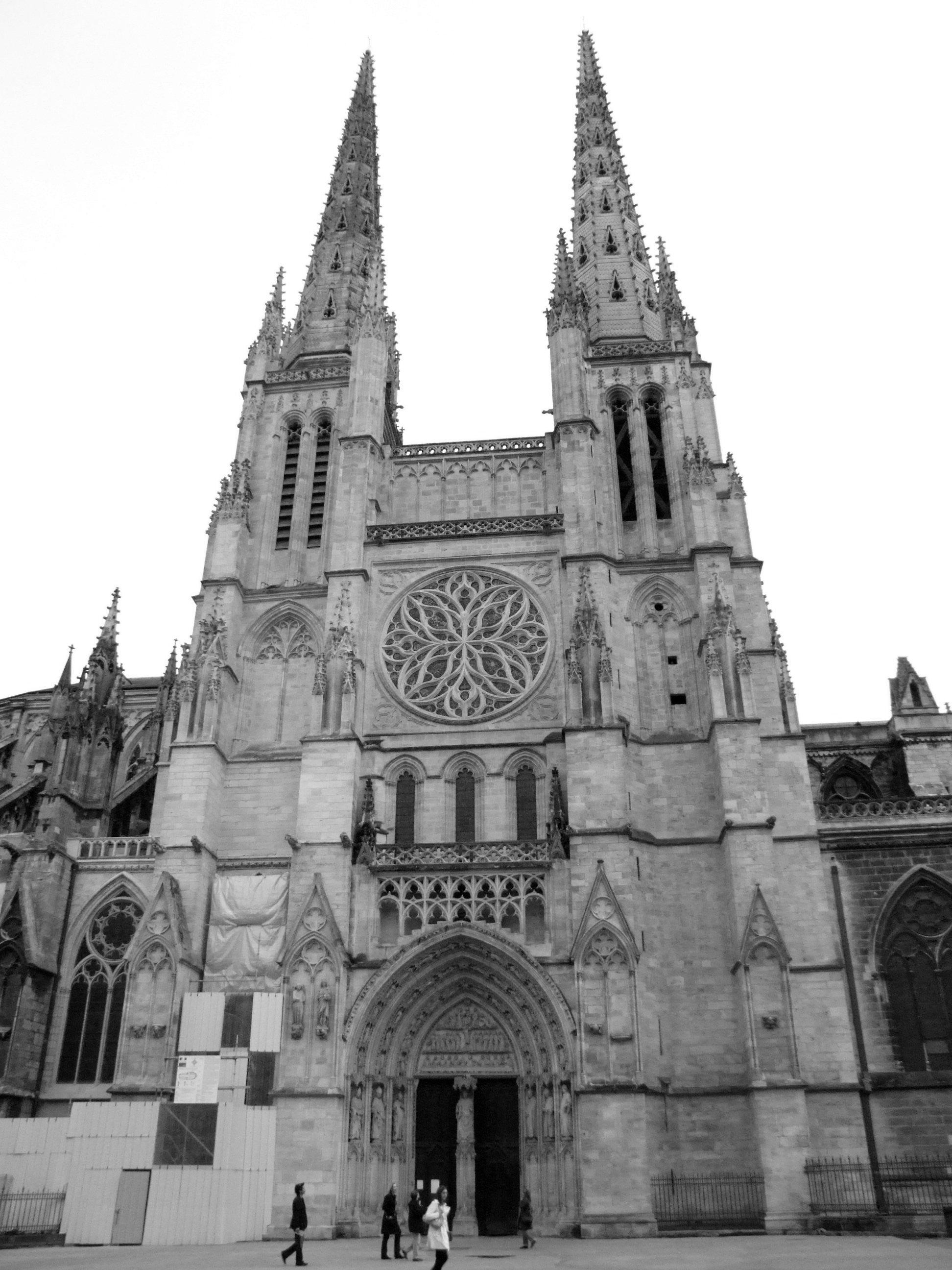
Nordportal der Cathédrale Saint-André mit den 81 Meter hohen Türmen

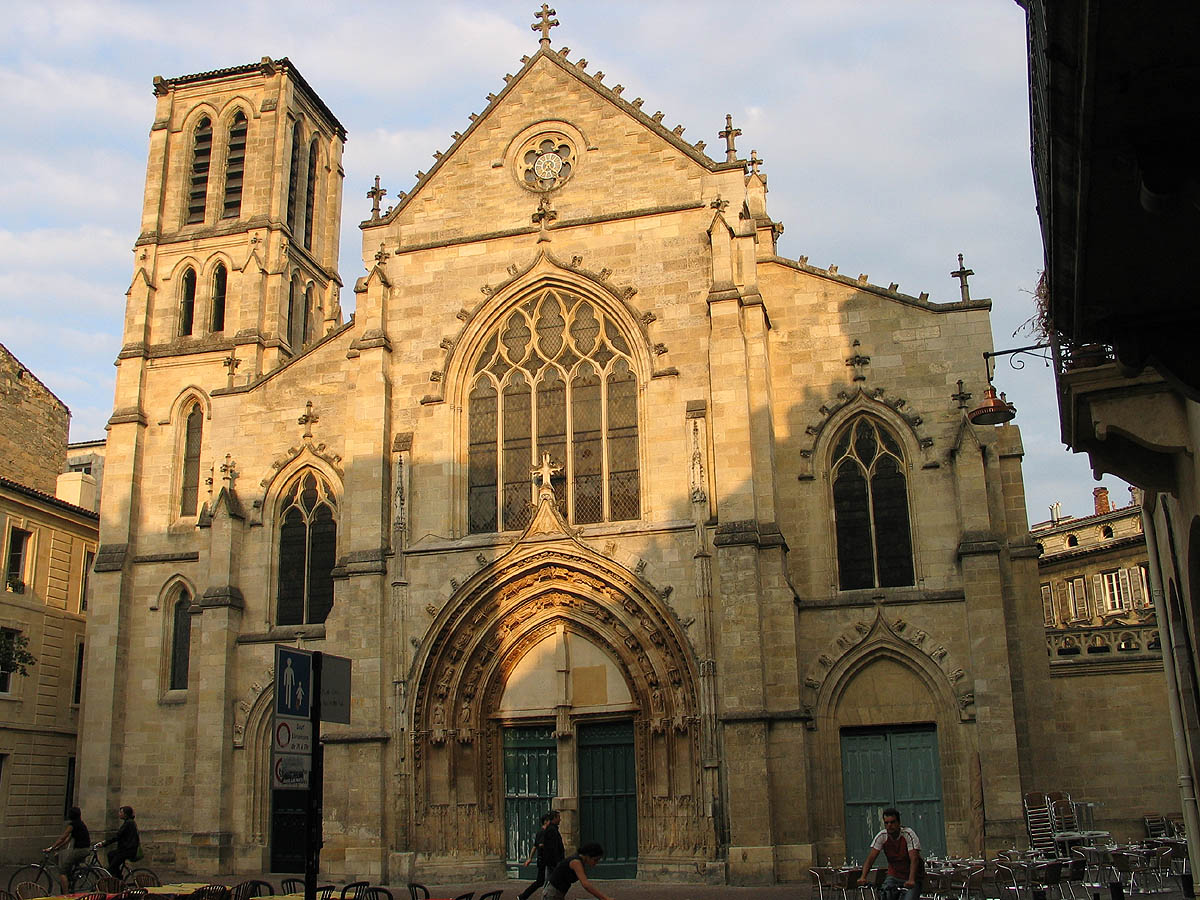
Kirche Saint-Pierre

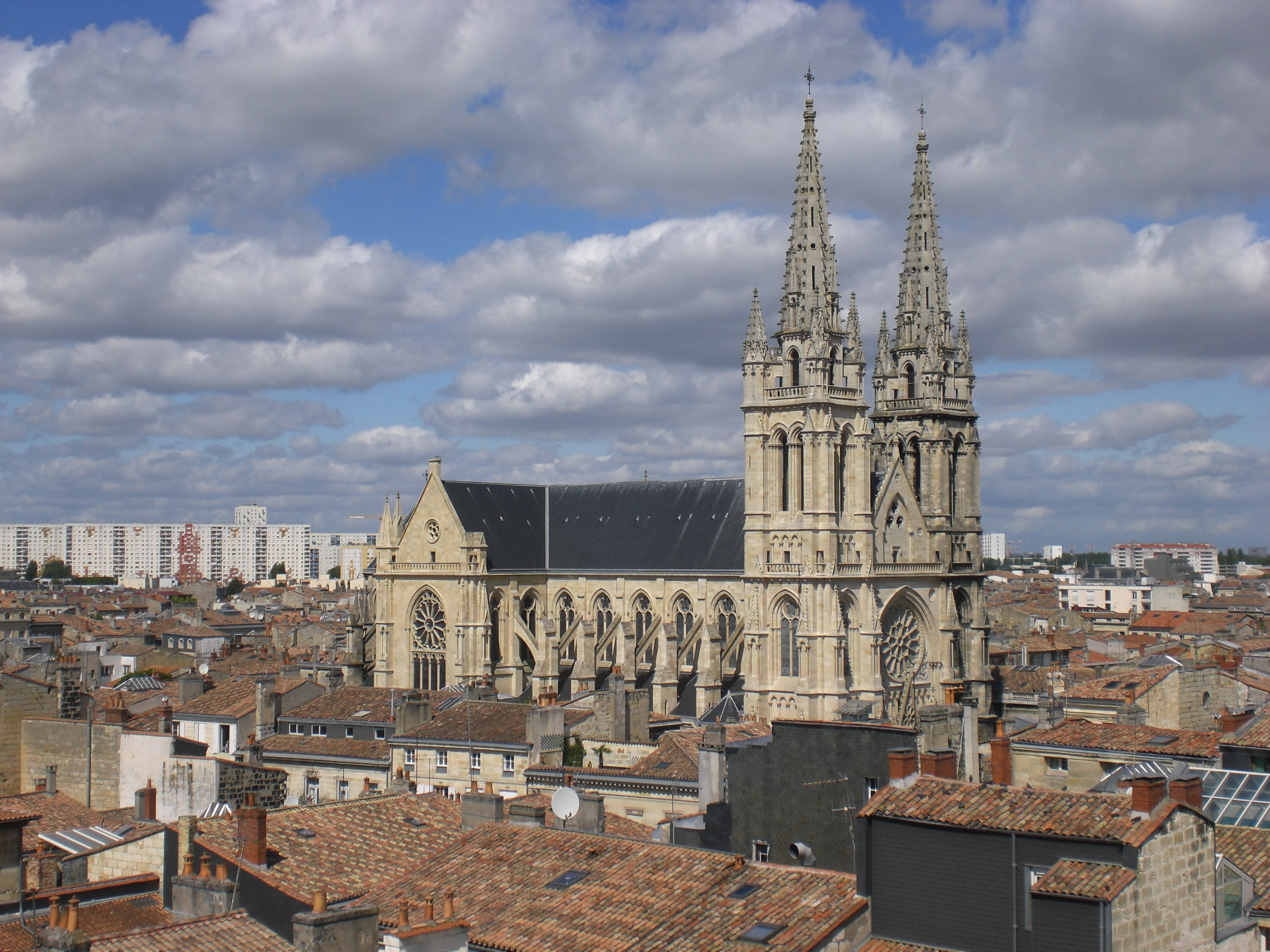
Kirche Saint-Louis an der rue Notre-Dame

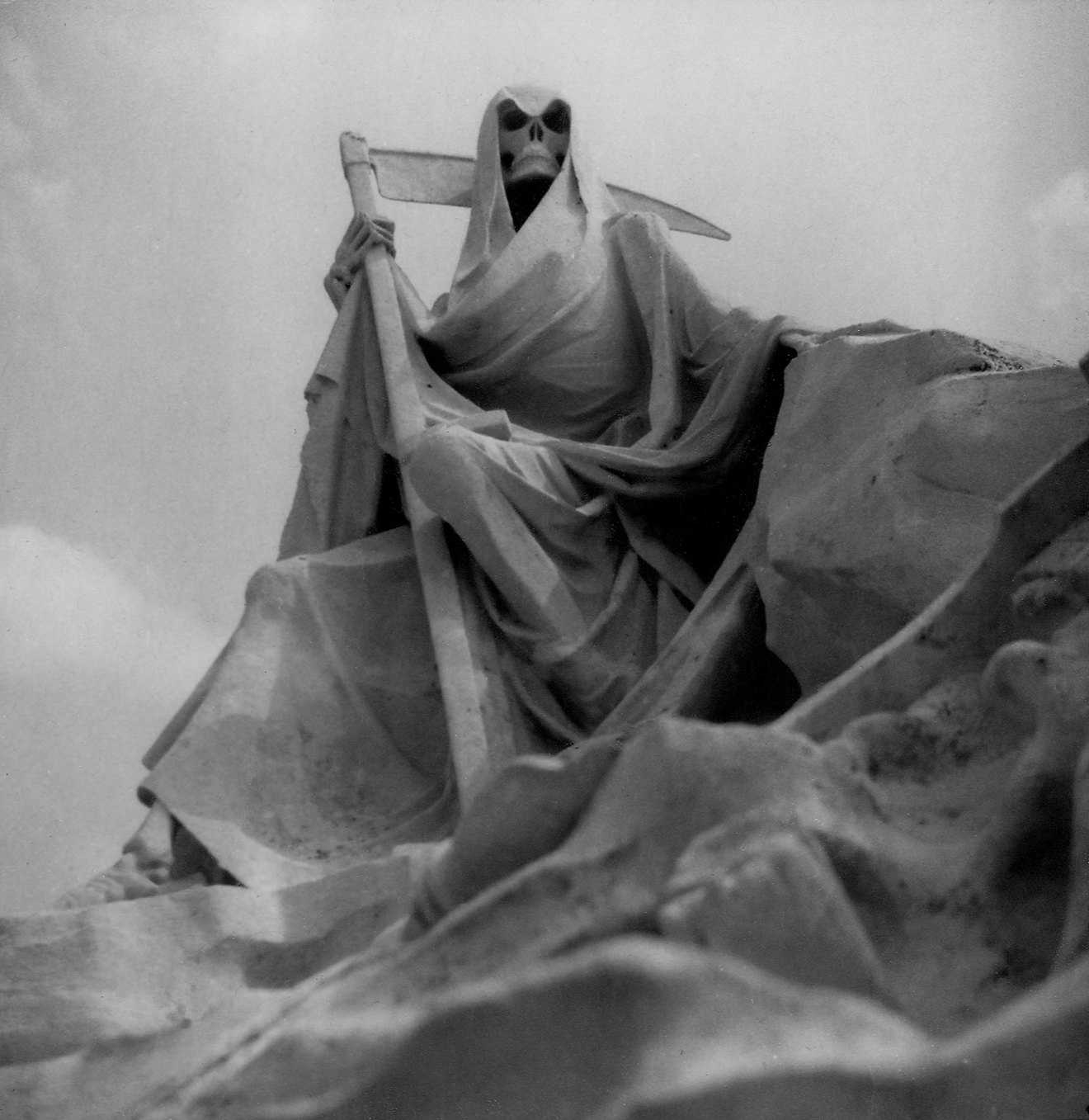
Grabmal von Jean Catherineau auf dem Cimetière de la Chartreuse

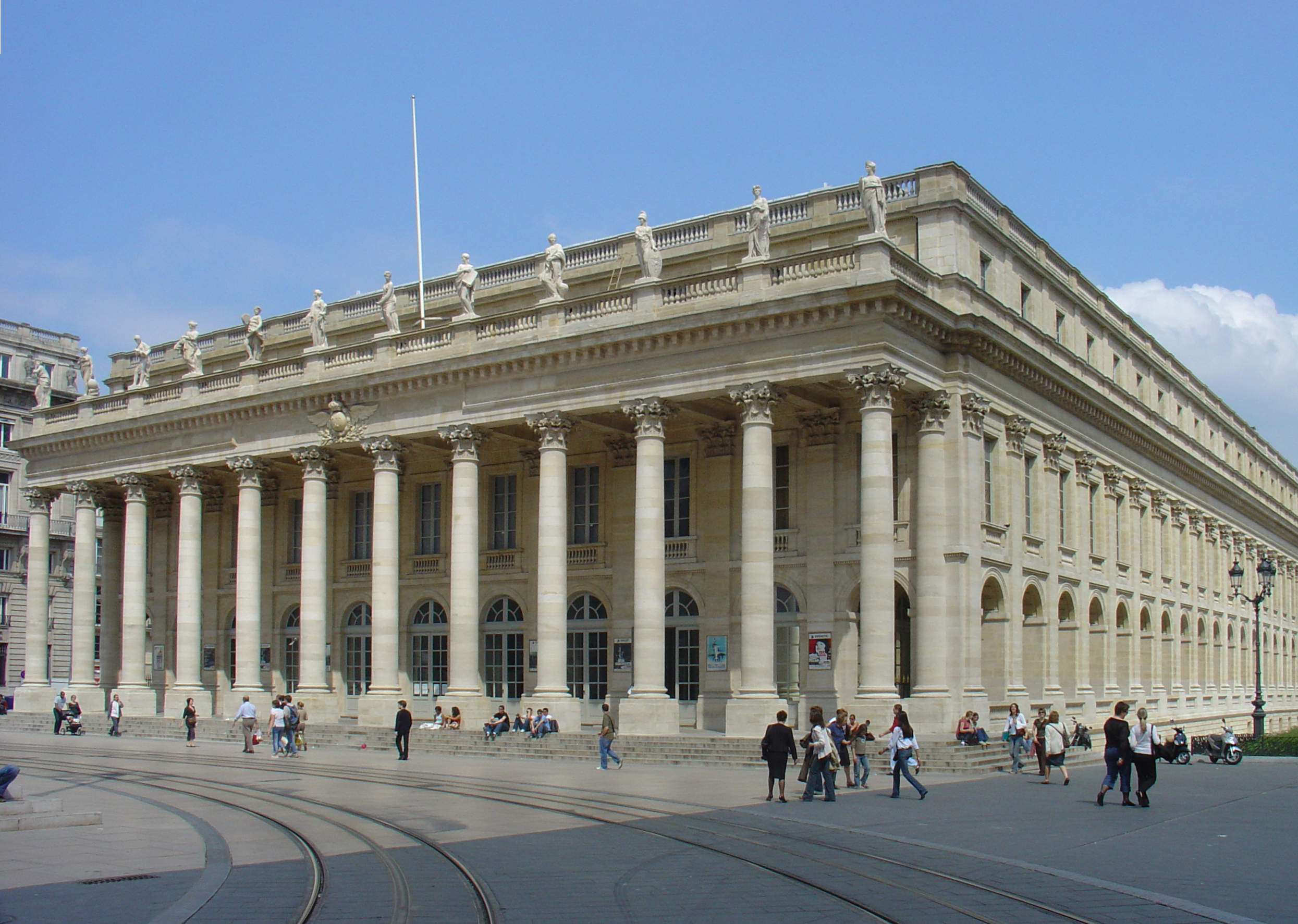
Grand Théâtre de Bordeaux

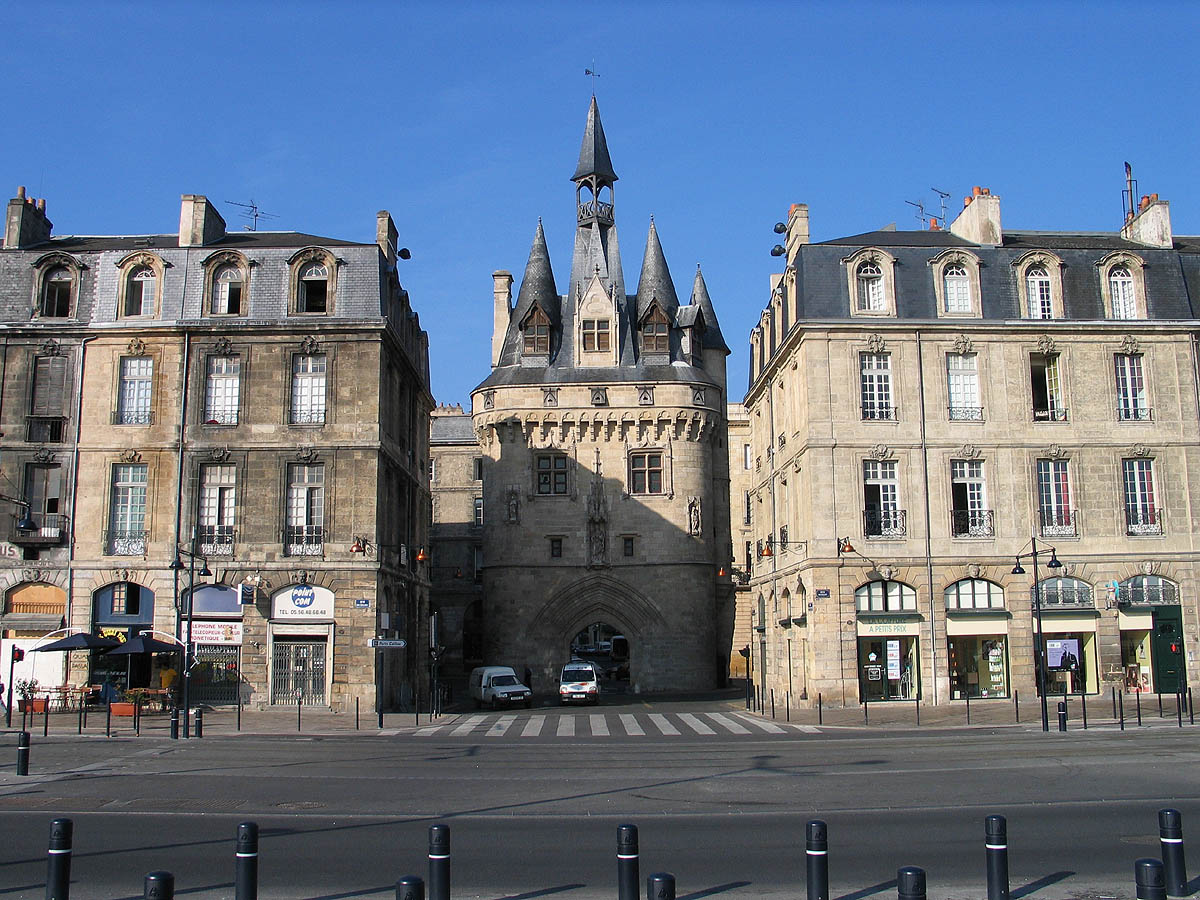
Porte Cailhau

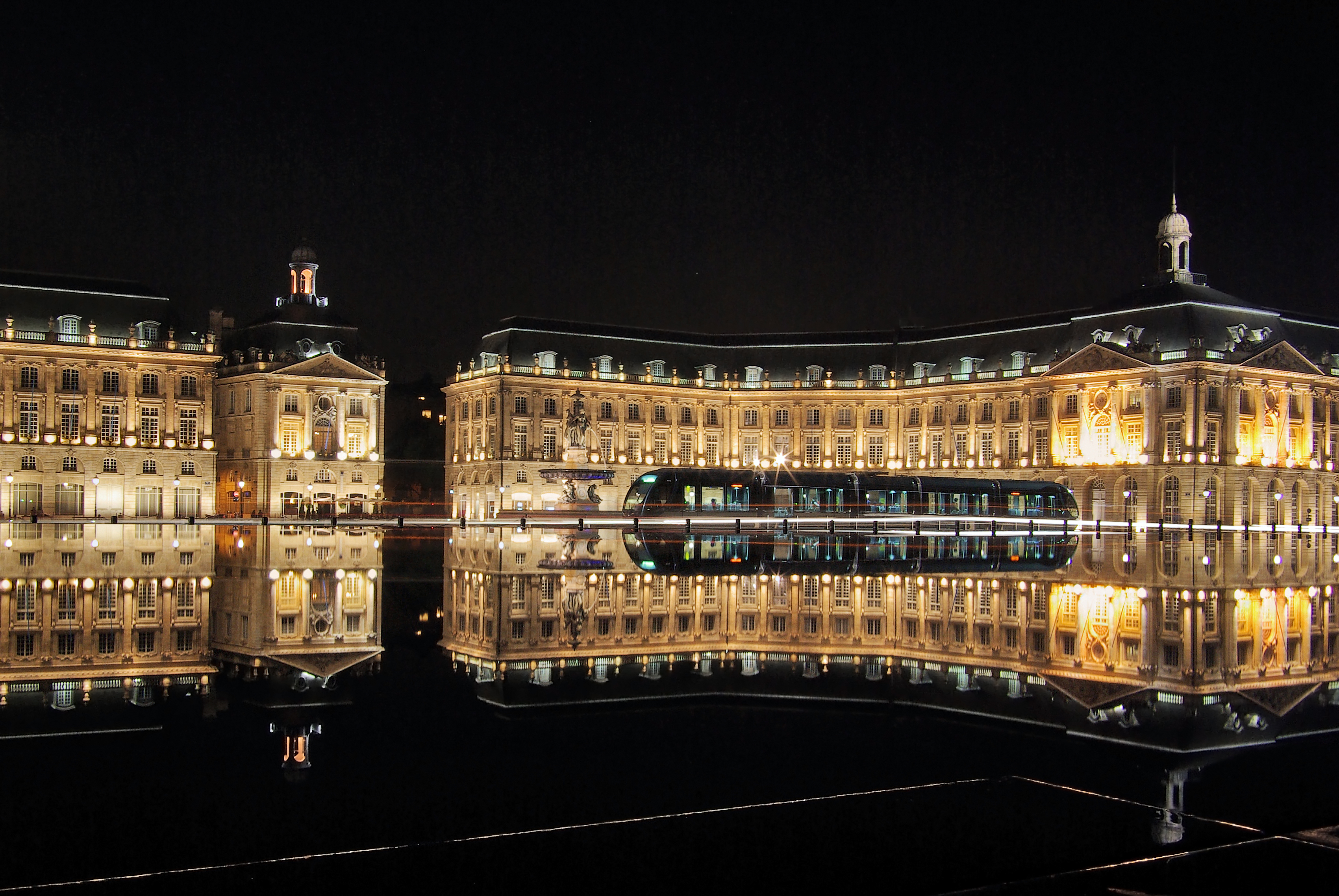
Place de la Bourse mit Miroir d’eau und Straßenbahn

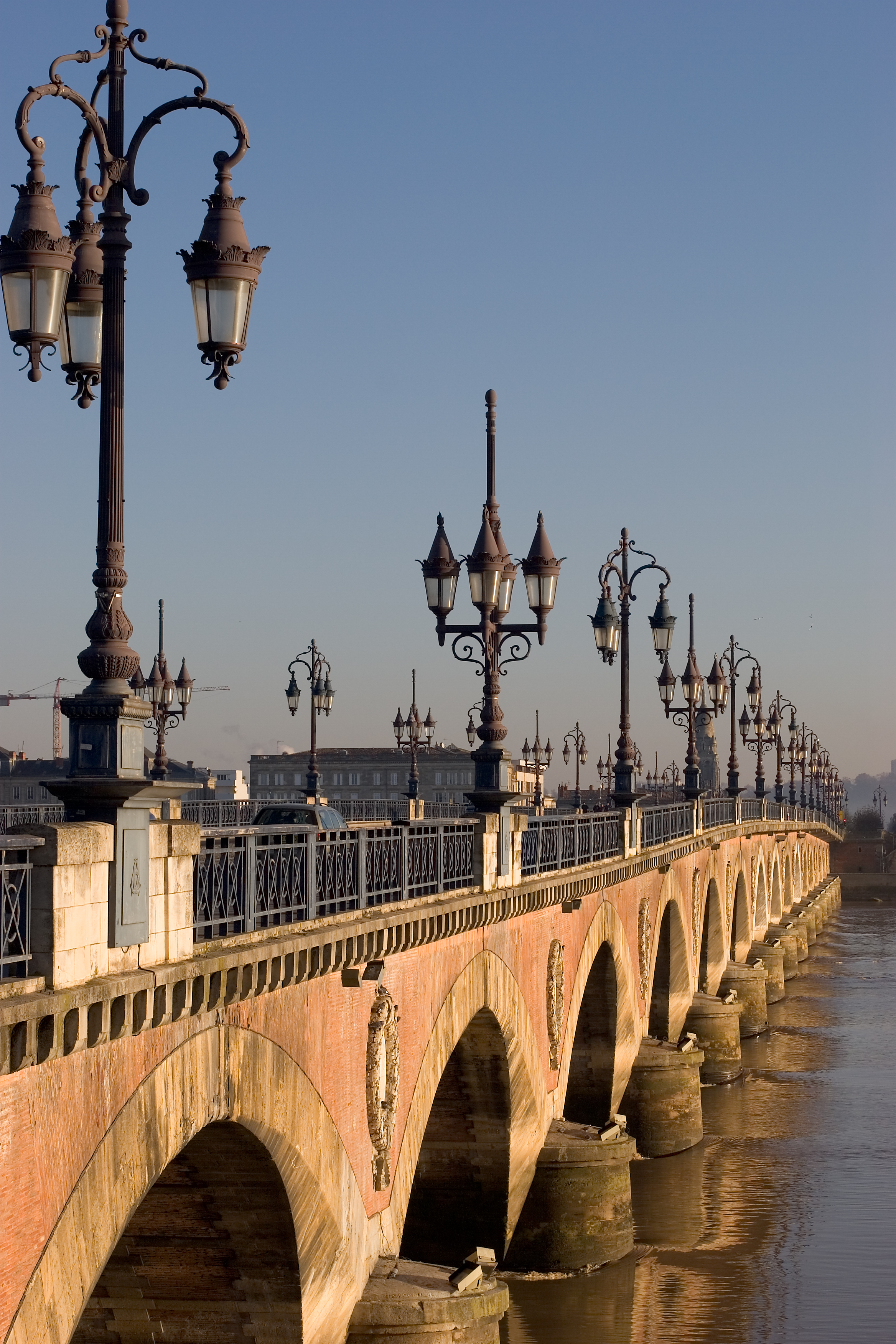
Pont de pierre, zentrale Brücke in der Altstadt

Bordeaux ist eine Stadt, die nicht durch herausragende Einzelbauten, sondern durch die grandiose, fast vollständig erhaltene Anlage der Stadt besticht, die ihr historisches Bild bis heute bewahrt hat. Darin ist sie Städten wie Amsterdam oder Lissabon ähnlich. Die Stadtanlage veranlasste Victor Hugo zu der Bemerkung, Bordeaux sei eine Mischung aus Versailles und Antwerpen, also aus palastartiger Architektur und Handelsstadt am Fluss. Insbesondere im historischen Zentrum, aber auch darüber hinaus bietet sie immer wieder überraschende Eindrücke, sei es durch die spätbarocke Anordnung der Straßen und Plätze oder durch die beeindruckende Harmonie ihrer Häuserzeilen, durch Parks und Gärten. Die „Fassade“ zur Garonne ist weltberühmt: Auf mehreren Kilometern ziehen sich hohe, schmale Bürgerhäuser am Ufer entlang, unterbrochen durch einzelne Repräsentationsbauten. Dahinter ragen die Dächer von Kirchen und alten Stadttoren empor. Das historische Ensemble gilt als das größte, geschlossenste und schönste von ganz Frankreich und wird als Kulisse für viele Film- und Fernsehproduktionen genutzt.

### Sakralbauten
- Kathedrale Saint-André: Sie ist ein einschiffiger angevinisch romanischer Bau mit gotischen Erweiterungsbauten und mit 127 Metern Länge eine der größten Kathedralen Frankreichs. Der freistehende Turm Pey-Berland wurde im flamboyanten Stil zwischen 1440 und 1450 hinzugefügt. Er ist mit 50 Metern Höhe der höchste öffentliche Aussichtspunkt der Stadt (→Lage).
- Basilika Saint-Michel: Diese gotisch-flamboyante Basilika verfügt über einen freistehenden Turm, der mit 114 Metern Höhe die zwei 81 Meter hohen Türme der Kathedrale Saint-André noch überragt und seit seiner Errichtung im 16. Jahrhundert lange Zeit das höchste Bauwerk von Bordeaux war. Bedeutsam ist die Buntverglasung aus der zweiten Hälfte des 20. Jahrhunderts (→Lage).
- Kirche Saint-Pierre: Die spätgotische Pfarrkirche inmitten der Altstadt besticht durch ein Portal mit kleinen Archivoltenfiguren (→Lage).
- Kirche Sainte-Croix: Die Westfront der im 12. Jahrhundert auf frühchristlichen Vorgängerbauten errichteten romanischen Abteikirche wurde im 19. Jahrhundert von Paul Abadie vollständig renoviert, so dass man fast von einem Neubau sprechen kann. Die Fassade der Kirche stammt überwiegend aus dem 12. Jahrhundert und stellt mit ihrem Figurenschmuck einen der Höhepunkte der angevinischen Romanik dar. Im Inneren befindet sich die größte Orgel von Dom Bedos. (→Lage).
- Kirche Saint Louis-de-Chartrons: Diese gotische Kirche ist mit ihren zwei Türmen eine der höchsten Kirchen in Bordeaux. Berühmt ist auch die Orgel aus dem Jahr 1881. Nachts sind die Türme innen blau beleuchtet (→Lage).
- Kirche Notre-Dame: Die barocke Dominikanerkirche wurde Ende des 17. Jahrhunderts errichtet (→Lage).
- Kirche Sainte Marie de la Bastide: Diese Kirche liegt auf der östlichen Flussseite. Sie gehört zu den höchsten Bauwerken des Viertels La Bastide. Die Kuppel des Turmes ähnelt der der Basilique du Sacré-Cœur in Paris (→Lage).
- Basilika Saint-Seurin: Die gotische mit einem Skulpturenportal des 13. Jahrhunderts versehene Kirche weist in ihrer Krypta sowie in der Turmhalle Elemente galloromanischer Architektur auf (→Lage).
- Synagoge von Bordeaux: Die Synagoge wurde von der damals außergewöhnlich großen jüdischen Gemeinde am Ende des 19. Jahrhunderts erbaut und gehört zu den größten und schönsten ihrer Art (→Lage).
- Kirche Sacré Cœur de Bordeaux: Die Kirche gehört mit ihren zwei Türmen ebenfalls zu den höchsten Kirchen in Bordeaux. Sie liegt am südlichen Rand der Altstadt in der Nähe des Hauptbahnhofes (→Lage).
- Kirche Saint-Bruno: Die romanische Kirche hat einen aufwendig gestalteten Chor aus Granit und Marmor, geschmückt mit mehreren Figuren (→Lage). Auf der anderen Straßenseite befindet sich der Große Friedhof von Bordeaux, der Cimetière de la Chartreuse, mit vielen Mausoleen, Grabkapellen und anderen künstlerisch gestalteten Grabmalen. Besonders berühmt ist das Grabmal von Jean Catherineau (1802–1874), eine große, gruselig wirkende Figur eines Sensenmanns. Die berühmteste hier bestattete Persönlichkeit war der Maler Francisco de Goya (→Lage).
- Temple du Hâ: Evangelische Kirche, ursprünglich 1628 als Klosterkirche eines Konvents von Schulschwestern erbaut.

### Profanbauten
- Das Grand Théâtre de Bordeaux wurde von 1773 bis 1780 von Victor Louis im Stil des Klassizismus italienischer Prägung errichtet. Am 7. April 1780 wurde das Theater eröffnet.[25] Aufgeführt wurde das Drama Athalie von Jean Racine. Das Theater ist eines der Wahrzeichen von Bordeaux und galt nach seiner Fertigstellung als größtes und schönstes von ganz Frankreich, in dem die bekanntesten Ensembles ihre Vorstellungen gaben. Seit 1991 ist im Inneren die originale Einrichtung in blau, gold und Marmor wiederhergestellt (→Lage).
- Das Théâtre français wurde 1801 als Spielstätte im neoklassizistischen Stil eröffnet. Bis heute blieb die Fassade unverändert erhalten. Im Innern begann zu Beginn des 20. Jahrhunderts mehr und mehr der Kinobetrieb. Heute befindet sich darin ein Multiplex-Kino mit zwölf Sälen.
- Das Palais Rohan ist der ehemalige Sitz des Erzbischofs. Zwischen 1771 und 1784 für den Erzbischof Mériadec de Rohan erbaut, wurde es 1835 zum Rathaus umgewidmet. Die Inneneinrichtung ist zum größten Teil erhalten. Auf der Rückseite beherbergen zwei Flügel das Musée des Beaux-Arts de Bordeaux (→Lage).
- Die Grosse Cloche oder die Porte Saint-Eloi ist der ehemalige Rathausturm, der nach Niederlegung des Hauptgebäudes als Stadttor fungierte. Namensgeber ist die riesige, fast acht Tonnen schwere Glocke, die in ihrem zentralen Teil aufgehängt ist. Flankiert wird sie von zwei 41 Meter hohen Türmen. Die Uhr wurde 1759, die Glocke 1775 angebracht. Die Glocke ist ein weiteres Wahrzeichen von Bordeaux, das sich auch im Stadtwappen wiederfindet (→Lage).
- Die Porte Cailhau, ebenfalls ein früheres Stadttor, ist mit der Grosse Cloche eines der wenigen Zeugnisse aus mittelalterlicher Zeit. Sie wurde ab 1495 zu Ehren von Karl VIII. errichtet (→Lage).
- Die Porte de Bourgogne oder Porte des Salinières ist ein weiteres ehemaliges Stadttor gegenüber der Brücke Pont de pierre, das Mitte des 18. Jahrhunderts errichtet wurde (→Lage). Es gibt noch drei weitere ehemalige Stadttore ähnlicher Bauart:
Porte Dijeaux (→Lage), Porte d’Aquitaine (→Lage) und Porte de la Monnaie (→Lage).
- Das Palais Gallien bezeichnet keinen Palast, sondern die Überreste eines römischen Amphitheaters aus dem 3. Jahrhundert, das ein Fassungsvermögen von 15.000 Zuschauern hatte (→Lage).
- Hôtel de Ragueneau, historisches Stadthaus
- Tabakfabrik Bordeaux, historische Tabakfabrik

### Moderne Architektur
Der Neubau des Justizpalastes nach einem Entwurf von Richard Rogers beeindruckt durch die wie riesige Eier geformten Sitzungssäle, die als freistehende ovale Baukörper in eine Glasarchitektur mit gewelltem Dach eingebunden sind. Die Cité des civilisations du vin ist mit 2.500 reflektierenden Aluminiumplatten an der Fassade des 55 Meter hohen Turm des Gebäudes ausgestattet. Er soll glanzfeinen Wein in einem Glas nachempfinden lassen.

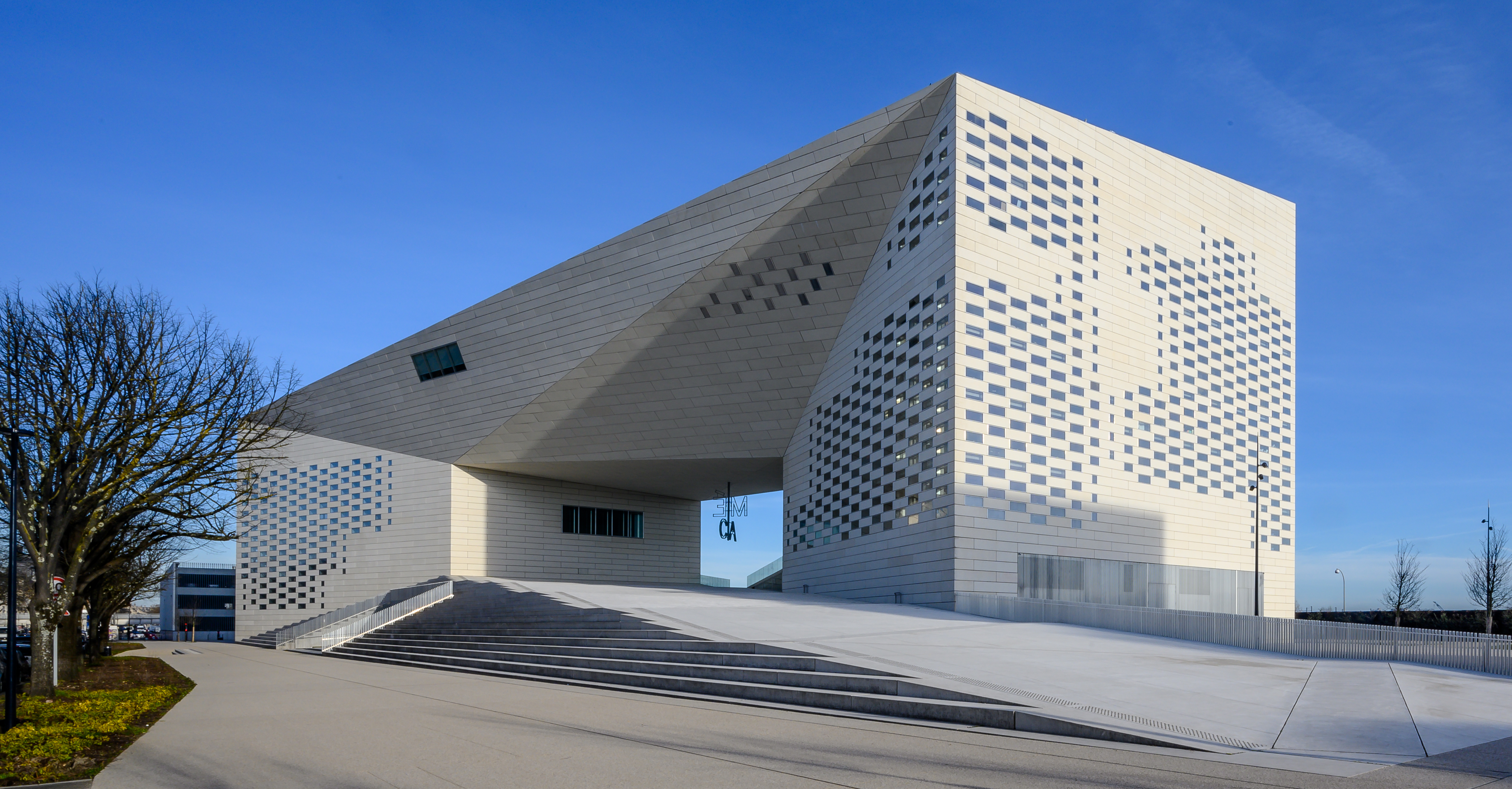
MÉCA Maison de l’Économie Créative et de la Culture en Aquitaine

Im Juni 2019 wurde das MÉCA als Maison de l’Économie Créative et de la Culture en Aquitaine („Haus der kreativen Wirtschaft und der Kultur in der Nouvelle-Aquitaine“) eröffnet. In der Nähe des Hauptbahnhofs ist das MÉCA ein architektonisches Highlight des neuen Viertels Euroatlantique.

### Straßen, Plätze, Brücken
- Der Place des Quinconces ist mit einer Fläche von 126.000 m² einer der größten unbebauten Plätze Europas. Der Platz wurde 1820 nach der Schleifung der Festungsanlagen an der Stelle des ehemaligen Château de la Trompette eingerichtet. Zur Garonne hin wurde er 1829 mit zwei 21 Meter hohen Säulen und einer Freitreppe geschmückt. Zur Stadtseite hin wird der Platz durch das Monument aux Girondins, das Denkmal der Girondisten, abgeschlossen, eine von 1894 bis 1902 errichtete Säule mit zwei Springbrunnen und vielen weiteren Figuren, die zum Gedenken an die dem republikanischen Terror zum Opfer gefallenen Abgeordneten der Gironde errichtet wurde.
- Der Place du Parlement ist ein rechteckiger Platz mit geschlossener klassizistischer Bebauung aus der ersten Hälfte des 18. Jahrhunderts und wurde als Marktplatz genutzt. Heute ist er Teil der Fußgängerzone und beherbergt zahlreiche Restaurants und Cafés.
- Der Place de la Bourse ist der herausragendste Teil der kilometerlangen Schaufront zur Garonne. Das großartige architektonische Ensemble wurde Mitte des 18. Jahrhunderts errichtet. Im Palais de la Bourse, der alten Hafenbörse, ist heute ein Zollmuseum untergebracht. Der Platz entstand als Place Royale von 1733 bis 1743. Dort, wo jetzt der Drei-Grazien-Brunnen von 1864 steht, erhob sich ein Denkmal für König Ludwig XV., das in der Französischen Revolution zerstört wurde. Architekt des Ensembles war Jacques Gabriel V. (1667–1742) gemeinsam mit seinem Sohn Jacques-Ange Gabriel (1698–1782).
- Der Place de la Victoire ist ein kreisrunder Platz, in dessen Mitte die Porte d’Aquitaine, ein beeindruckender Triumphbogen aus der Mitte des 18. Jahrhunderts, errichtet wurde.
- Die Pont de pierre, die erste Brücke der Stadt, wurde von Napoleon angeordnet, aber später gebaut. Die Legende besagt, dass die 17 Brückenbögen für die 17 Buchstaben des Namens „Napoléon Bonaparte“ stehen.
- Die Pont d’Aquitaine, die Autobahnbrücke aus dem Jahr 1967, ist so konzipiert, dass Hochseeschiffe passieren können.
- Die zwischen Pont de pierre und Pont d’Aquitaine gelegene Pont Jacques Chaban-Delmas ist eine als Hubbrücke errichtete Straßenbrücke, die Hochseeschiffen, insbesondere Kreuzfahrtschiffen, die Fahrt bis zur Altstadt ermöglicht.
- Die Allée de Tourny, zwischen 1743 und 1757 errichtet, ist das Prunkstück des von den Intendanten entworfenen Straßensystems. Ursprünglich war die Nordseite nur eingeschossig, um das Schussfeld der Festung nicht zu behindern. Am Ende der Allee steht das Hôtel Meyer, erbaut 1796 für den Hamburger Konsul Meyer. Hier wirkte Friedrich Hölderlin als Hauslehrer.
- Das Stadtviertel Mériadeck, ein großflächiges Verwaltungs- und Dienstleistungszentrum, ist Ergebnis der neueren Stadtplanung.
- Viele Straßen und Plätze sind nach Sklavenhändlern des 18. Jahrhunderts benannt, so z. B. Rue Pierre-Baour, Place Johnson-Guillaume, Rue David-Gradis, Place John-Lewis-Brown, Rue Pierre-Desse, Rue François-Bonafé.[27]
- Der aus den 1850er Jahren stammende, inzwischen im Englischen Stil gestaltete, öffentliche Jardin Public mit zahlreichen Solitärpflanzen und historischen Statuen.

### Museen

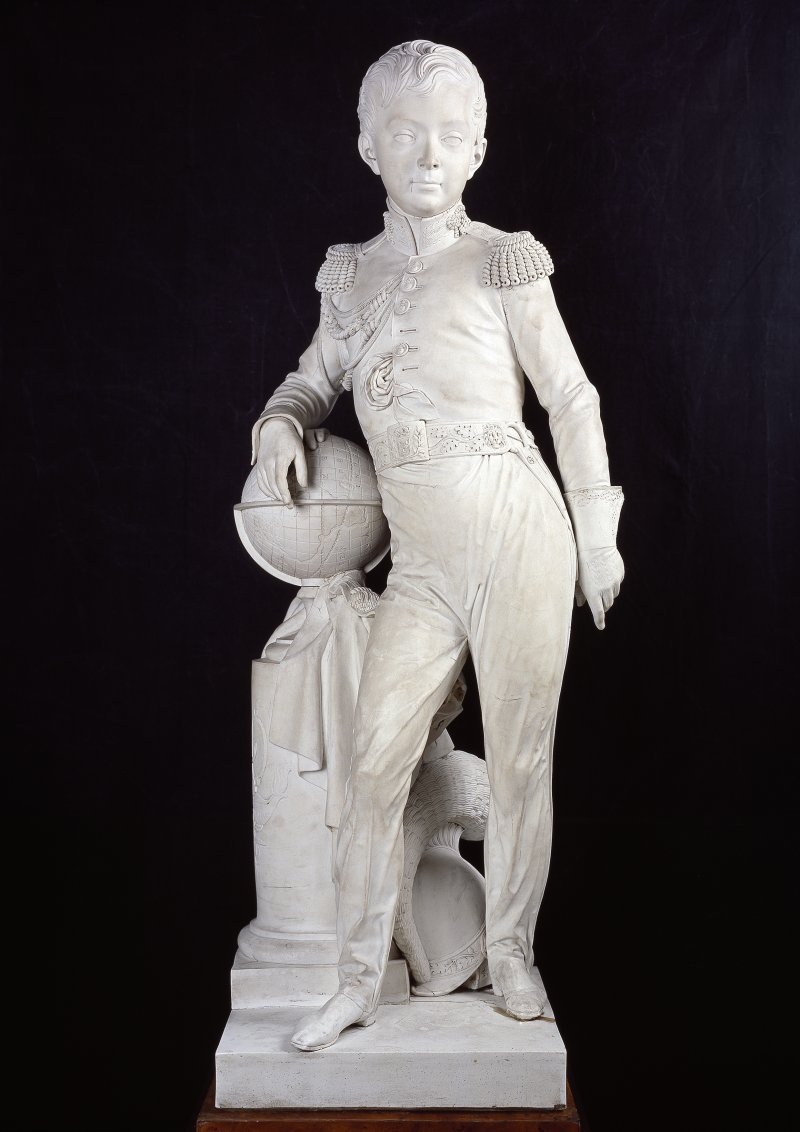
Statue Prinz Heinrichs, Herzog von Bordeaux, aus Biskuitporzellan im Musée des Arts décoratifs et du Design

Die kulturelle Infrastruktur von Bordeaux wird durch eine Reihe sehr bekannter Museen bereichert. Das größte von ihnen ist das Musée d’Aquitaine, eines der größten Regionalmuseen von Frankreich. Die reiche Sammlung zur regionalen Geschichte wird durch das Centre Jean Moulin ergänzt, das eine umfangreiche Ausstellung über die Geschichte der Résistance bietet. Auch die Wirtschaftsgeschichte findet ihren Platz. So ist der Südflügel des Palais de la Bourse für das Zollmuseum reserviert. Hier wird vor allem die wechselvolle Geschichte des Seehandels in Bordeaux ausgestellt.
Die Kunst nimmt in den Museen von Bordeaux einen herausragenden Platz ein. Eine große Kunstsammlung vor allem klassischer Gemälde befindet sich in der Galerie des Beaux-Arts und im Musée des Beaux-Arts, das in den rückwärtigen Seitenflügeln des Rathauses (Palais Rohan) eingerichtet wurde. In unmittelbarer Nähe befindet sich das Musée des Arts Décoratifs. Hier ist in einem Stadtpalast des 18. Jahrhunderts eine große und berühmte Sammlung zur Kunst der Einrichtung und Innenarchitektur untergebracht.
Moderne Kunst findet sich im Musée d’art contemporain (CAPC) in den alten Zollgebäuden des Stadthafens. Im Entrepôt Lainé, einer alten Warenlagerhalle, werden vor allem Wanderausstellungen gezeigt.
Im Musée des Arts décoratifs et du Design befindet sich unter anderem eine umfangreiche Sammlung zur französischen Restauration und zu Prinz Heinrich, Herzog von Bordeaux, dem präsumptiven Thronfolger König Karl X. von Frankreich. Mittelpunkt der Sammlung ist eine lebensgroße Statue des Prinzen im Alter von sieben Jahren aus Biskuitporzellan der Porzellanmanufaktur von Sèvres, ein Unikat, ursprünglich im Besitz des Königshauses.
Auch dem Handel und der Wirtschaft sind Museen der Stadt gewidmet wie beispielsweise das Musée du Vin et du Négoce de Bordeaux.

## Kulinarisches

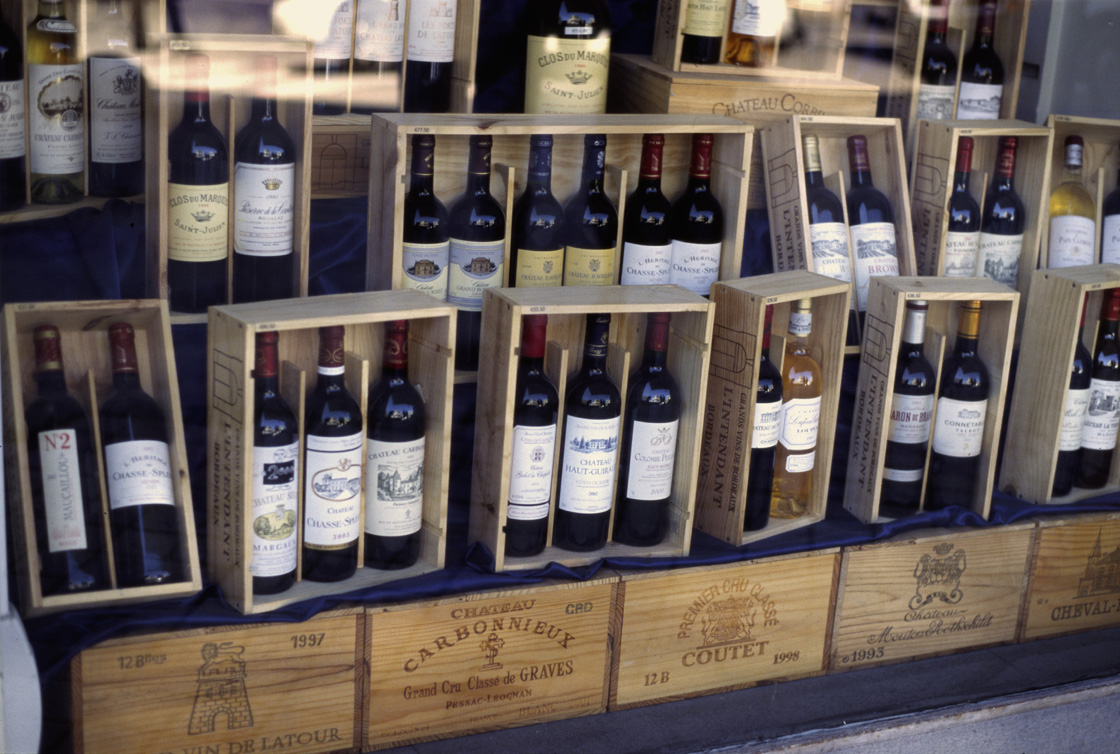
Bordeaux-Wein

Bordeaux ist berühmt für seine abwechslungsreiche, exquisite Küche. Die Nähe zum Meer, die umgebenden Weinberge und das von Polykulturen geprägte Hinterland bieten eine Vielzahl unterschiedlicher lokaler Spezialitäten. Es fallen viele Gerichte à la Bordelaise auf: Diese werden mit – in der Regel rotem – Bordeauxwein, oft auch mit Schalotten angerichtet, deren Verwendung in der Küche des französischen Südwestens Zwiebeln oder Knoblauch weitgehend verdrängt hat.
Fisch, Austern und Meeresfrüchte beziehen die Märkte insbesondere vom nahe gelegenen Arcachon, einem Zentrum der Austernzucht, und aus der Gironde. Üblicherweise wird zu Austern Weißbrot und Butter gereicht, aber auch gegrilltes Schweinehack, das einen geschmacklichen Kontrapunkt setzt. Das Frühjahr ist die Hauptsaison für Alsen, grätenreiche, aber wohlschmeckende Fische mit weißem Fleisch, die hauptsächlich in der Gironde gefangen werden. Besonders begehrt und entsprechend teuer ist Lamproie à la Bordelaise, Neunauge, ein fischähnliches Wirbeltier, dessen rotes Blut zusammen mit Rotwein zu einer aufwendigen Sauce verarbeitet wird. Die Verbundenheit mit Portugal hat dazu geführt, dass auch Stockfisch in Bordeaux sehr beliebt ist. Die Brandade de Morue ist ein kalt oder lauwarm servierter Salat aus gekochten Kartoffeln und Stockfischwürfeln, mit einer Vinaigrette angemacht und manchmal mit Gurke oder Schalotte verfeinert.
In Bordeaux wird dem „roten Fleisch“, insbesondere dem Rindfleisch, der Vorzug vor allen anderen Fleischsorten gegeben. Auch hier existieren viele Varianten mit Rotweinsaucen, besonders bekannt ist Entrecôte à la Bordelaise, das Zwischenrippenstück, mit reichlich Schalotten bedeckt. Wie im Périgord ist auch Confit, eingelegte Stücke von Gans oder Ente, ein Grundbestandteil der Küche. Stopfleber oder Pastete wird außer aus dem Périgord auch aus dem Département Landes bezogen. Bemerkenswert ist, dass das Bordelais als nahezu einzige Region Frankreichs keinen eigenen Käse hervorgebracht hat. Neben den Erzeugnissen benachbarter Regionen bevorzugen die Bordelais traditionell niederländischen Käse, der bereits vor Hunderten Jahren in die Stadt eingeführt wurde.

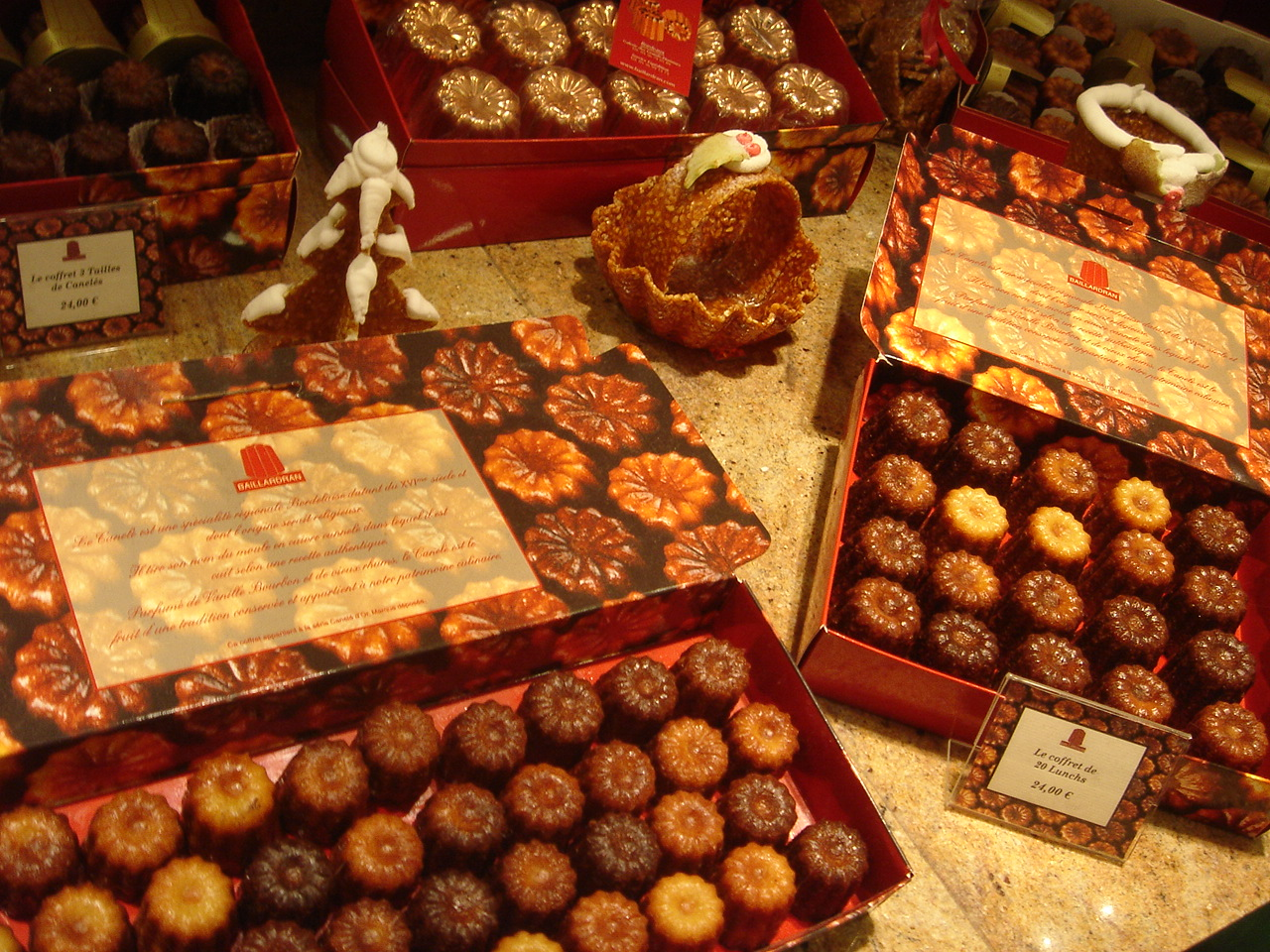
Canelés in der Auslage eines Spezialgeschäfts

Eine echte Bordelaiser Spezialität sind die Canelés. Dies sind kleine Kuchen, die in einer charakteristischen, gugelhupfartigen Form gebacken werden und nicht höher als 10 cm sind. Ein gelungener Canelé trägt eine karamellisierte Kruste, die je nach Backzeit von goldgelb bis dunkelbraun reichen kann. Das Innere ist dagegen weich, luftig und cremig-klebrig. Rum und Vanille sorgen für den unverwechselbaren Geschmack. Canelés müssen tagesfrisch gegessen werden, weswegen sie nicht nur teuer sind, sondern auch nicht exportiert werden können. Es existieren nur sehr wenige renommierte Anbieter. Canelés sollen ohne Eiweiß ausschließlich aus Eigelb gebacken werden, da das Eiweiß im Weinkeller für den Rotwein benötigt wird. Es wird zum Klären des Rotweines schaumig geschlagen, auf die Oberfläche des Weines gegeben und sinkt als Vorhang im Wein herab, wobei das Eiweiß auf seinem Weg nach unten alle Trübstoffe des Weines bindet. Das Eigelb hingegen bleibt beim Aufschlagen der Eier übrig und wird zum Backen von Canelés verwendet. Somit sind Canelés eigentlich eine Verlegenheitslösung, um nicht zu viel Eigelb in den Abfall zu geben bzw. eine Art der Resteverwertung.

## Sport

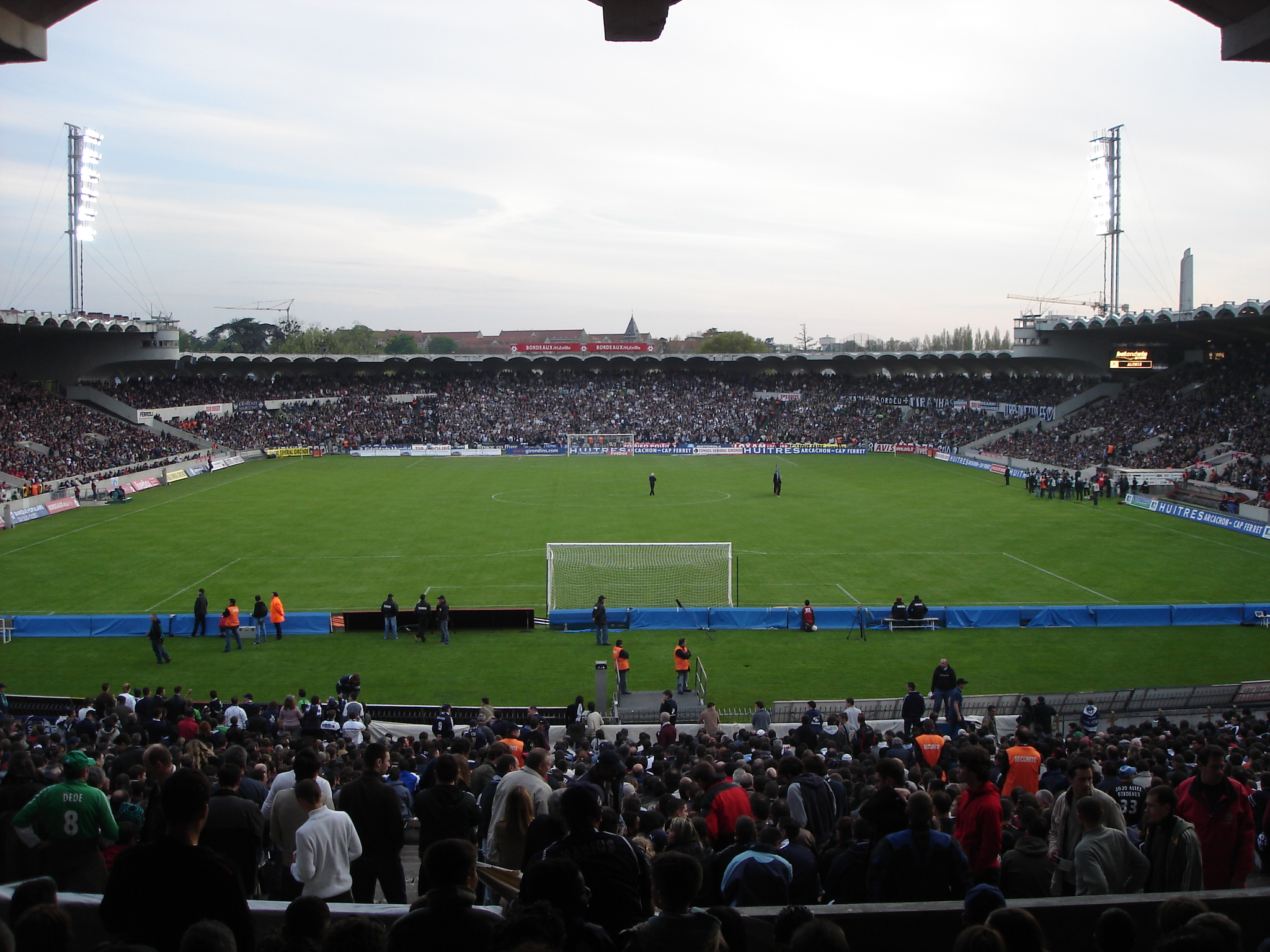
Stade Chaban-Delmas

Sportliches Aushängeschild sind seit dem Zweiten Weltkrieg die Girondins Bordeaux, die bereits sechsmal französischer Fußballmeister waren, aber auch über eine Handballmannschaft verfügen. In den ersten Jahrzehnten des 20. Jahrhunderts waren es hingegen vor allem die VGA du Médoc und der SC de la Bastidienne, die die Stadt in dieser Sportart landesweit repräsentierten. Im französischen Südwesten ist neben Fußball Rugby Union weit verbreitet und äußerst populär. Die lokalen Vereine sind Stade Bordelais und CA Bordeaux-Bègles Gironde; sie stellen eine gemeinsame Profimannschaft namens Union Bordeaux Bègles. Bordeaux war einer der Austragungsorte der Rugby-Union-Weltmeisterschaften 1999, 2007 und 2023.
Ein besonders inniges Verhältnis pflegt die Stadt zum Radsport. Bordeaux ist regelmäßig Etappenstadt der Tour de France und gilt neben der Ankunft auf den Pariser Champs-Elysées als prestigeträchtigste Ankunft für Sprinter. Lange Zeit existierte außerdem das Eintagesrennen Bordeaux–Paris, in dem die ca. 600 Straßenkilometer zwischen den beiden Städten innerhalb eines Tages bezwungen werden mussten. Es galt daher als das härteste Radrennen der Welt. Dies war auch ein Grund dafür, dass es Ende des 20. Jahrhunderts eingestellt wurde. Im Stadium Vélodrome de Bordeaux Lac fanden 1998 und 2006 UCI-Bahn-Weltmeisterschaften statt sowie 2007 paralympische Bahnrad-Weltmeisterschaften.
Bordeaux ist ebenfalls geprägt durch die an der Atlantikküste regelmäßig ausgerichteten Surfturniere. Die Wellen an der Côte d’Argent gelten als weltweit eines der idealen Ziele für Wellenreiter; im nahen Lacanau finden jährlich Wettbewerbe unter großer Beachtung der Öffentlichkeit statt. Auch nutzen Surfer den Mascaret, eine Gezeitenwelle in der Gironde, die sich unter günstigen Bedingungen bis in die Stadt fortsetzt. Insbesondere um die Tag-und-Nacht-Gleiche schieben sich bis zu drei Meter hohe Wellen in den Mündungstrichter, die ausgiebig von Wellenreitern genutzt werden.
Bordeaux war einer der Austragungsorte der Fußball-Europameisterschaft 2016. Bislang gab es in Bordeaux das Stade Chaban-Delmas. Da sich das Stadion aber nicht weiter ausbauen ließ, ohne den Art-déco-Stil zu zerstören, wurde im Bordelaiser Stadtviertel Lac ein neues Stadion gebaut. Im Mai 2015, nach zweieinhalbjähriger Bauzeit, wurde das Matmut Atlantique eröffnet und steht für die Austragung von vier Vorrunden- und eines Viertelfinalspiels der Europameisterschaft 2016 zur Verfügung.
2015 wurde erstmals eine Dreiband-Weltmeisterschaft im Palais des Congrès ausgetragen. Die Stadt unterschrieb beim Weltverband Union Mondiale de Billard (UMB) einen Zweijahresvertrag. Im folgenden Jahr war die Stadt erneut Austragungsort.

### Jumping International de Bordeaux
Das Jumping International de Bordeaux ist eine Indoor-Reitsportveranstaltung mit Ausstellung und Shows, die 4 Tage dauert und 60.000 Besucher anzieht. Veranstaltungsort ist der Parc des expositions de Bordeaux. Von Beginn an ist es jährlich im Februar eine Station des Springreitweltcups, mit Ponyprüfungen und Indoor-Vielseitigkeit. Es wurden hier Weltcupfinals im FEI-Weltcup Vierspännerfahren ausgetragen.

## Verkehr
Bordeaux ist seit jeher eine sehr verkehrsgünstig gelegene Stadt. Bereits zur Römerzeit kreuzten sich hier die Reichsstraßen und der Hafen gehörte zu den größeren seiner Epoche. Seit dem Mittelalter verläuft eine der Hauptrouten des Jakobswegs durch Bordeaux, die Via Turonensis. Auch das napoleonische Straßensystem hatte in der Stadt einen seiner Knotenpunkte.

### Straße
Der Straßenverkehr spielt in Bordeaux eine bedeutende Rolle, denn der internationale Warenverkehr von Portugal und fast ganz Spanien wird über die Stadt geleitet. Im Sommer kommen mehrere Reisewellen von Individualurlaubern hinzu. Privater und gewerblicher Verkehr haben dazu geführt, dass Bordeaux bereits sehr früh ins französische Autobahnnetz eingebunden wurde. Hier kreuzen sich heute die A 10 (Paris-Bordeaux), die südlich als N 10 nach Spanien weiterführt, die A 62 (Bordeaux–Toulouse–Narbonne), die A 63 (Bordeaux–Arcachon) zum Meer und die 2007 fertiggestellte A 89 (Bordeaux–Lyon).
Schon in der frühen Nachkriegszeit wurden die Verkehrsprobleme derart offensichtlich, dass ein durchgehender Autobahnring erforderlich wurde. Die A 10 überquert seit 1967 die Garonne über die Pont d’Aquitaine, eine Hängebrückenkonstruktion. Im Verlauf der siebziger und achtziger Jahre wurde der Ring geschlossen. Im Süden überquert diese sogenannte Rocade die Garonne über die Pont François Mitterrand ein zweites Mal. Bis dahin wurde der Straßenverkehr ausschließlich über die beiden innerstädtischen Brücken Pont de pierre und Pont Saint-Jean geführt. Seit 2013 gibt es mit der zwischen Pont de pierre und Pont d'Aquitaine gelegenen Pont Jacques Chaban-Delmas eine weitere Straßenbrücke. Sie ist als Hubbrücke errichtet, um Hochseeschiffen, insbesondere Kreuzfahrtschiffen, die Fahrt bis zur Altstadt zu ermöglichen.

### Bahn

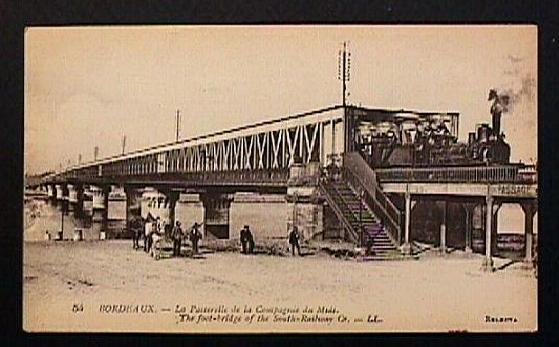
Eisenbahnbrücke Pont Saint-Jean auf einer Postkartendarstellung um 1900

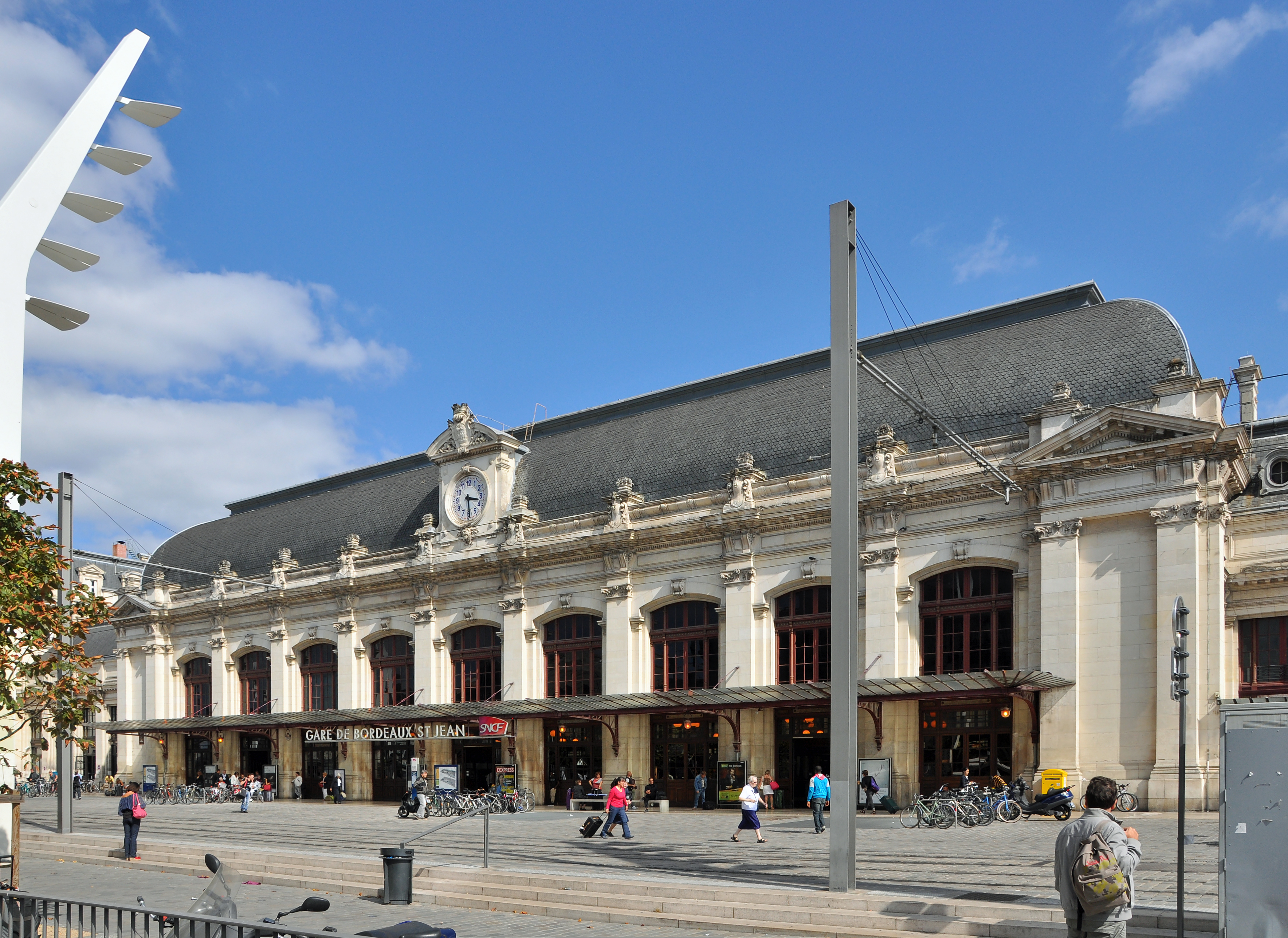
Hauptbahnhof Bordeaux Saint-Jean

Bordeaux ist ein wichtiger Eisenbahnknotenpunkt. Der 1898 erbaute Hauptbahnhof Bahnhof Bordeaux-Saint-Jean zeugt von der Bedeutung, die die Stadt bereits im 19. Jahrhundert hatte. Dieser war zunächst ein Kopfbahnhof und nordwestlicher Knoten der Compagnie des Chemins de Fer du Midi, deren Streckennetz fast ganz Südfrankreich abdeckte. Auf der anderen Seite der Garonne befand sich sein kleineres Gegenstück, der Gare d’Orléans, der südwestlicher Endpunkt der Compagnie des Chemins de Fer Paris-Orléans war.
Schon früh wurde die Pont Saint-Jean als erste Eisenbahnbrücke über die Garonne geschlagen. Nach der Fusion der beiden Eisenbahngesellschaften 1934 wurde der Hauptbahnhof zum Durchgangsbahnhof ausgebaut und der Gare d’Orléans verlor seine Bedeutung. Nach dessen Aufgabe war er zwischenzeitlich vom Abriss bedroht. Heute ist in dem kernsanierten Gebäude ein Multiplexkino untergebracht.
Über Bordeaux verläuft heute die wichtige Achse Paris–Irun (Spanien), die in ihrer ganzen Länge vom TGV bedient wird. Zwischen Paris und Bordeaux ist sie durchgängig als Schnellstrecke ausgebaut. Viele Verbindungen verkehren täglich zwischen beiden Städten, die Fahrzeit beträgt rund zwei Stunden. Außerdem verbindet eine TGV-Strecke über Toulouse Bordeaux mit dem Mittelmeerraum.

### Flug
Flugverbindungen gewinnen in Bordeaux zunehmend an Bedeutung. Der Flughafen Bordeaux befindet sich in Mérignac im Westen des Ballungsraums und kann mit der Straßenbahn und einem Zubringerbus erreicht werden. In den neunziger Jahren hat der Flughafen seine Kapazitäten bedeutend erweitert, indem ein neues Terminal errichtet wurde. An dem Flughafen werden auch Güter abgefertigt.

### Schiff

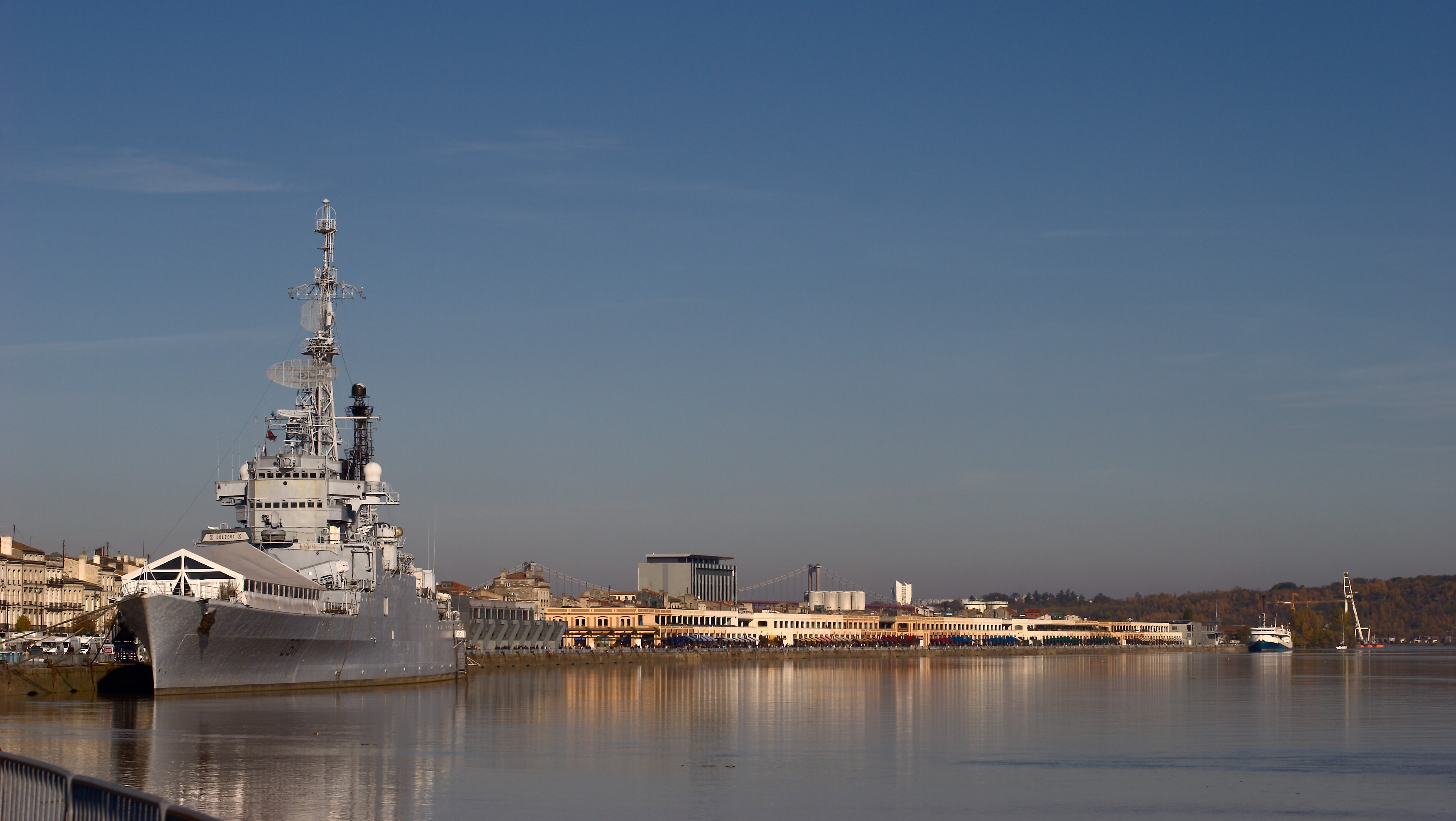
Ehemaliger Stadthafen von Bordeaux an der Garonne, mit dem ehem. Luftabwehrkreuzer Colbert

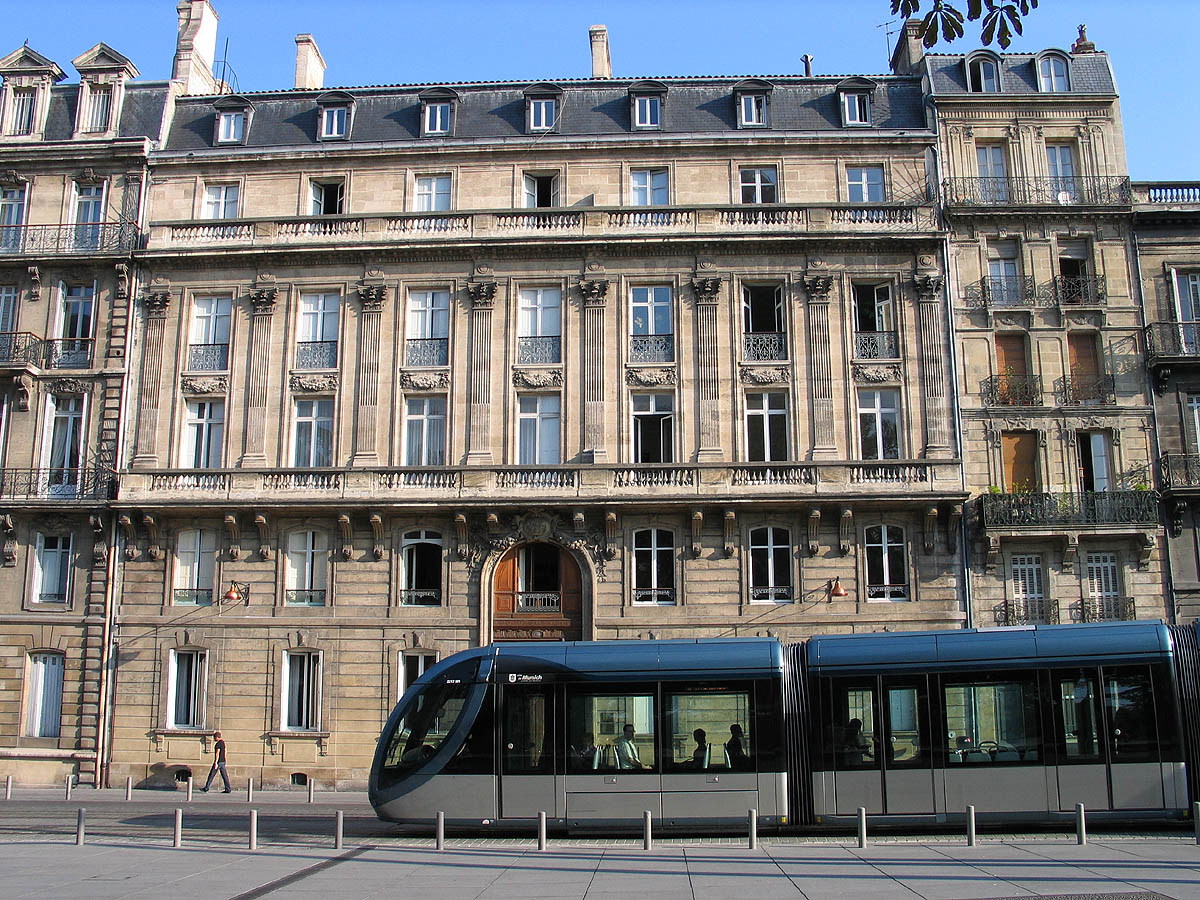
Straßenbahn der Linie B in der Nähe der Kathedrale

Die Schifffahrt spielte in Bordeaux immer eine herausragende Rolle. Zeitweise der größte Hafen Frankreichs, ist die Stadtmitte heute nur noch Anlaufziel von Kreuzfahrtschiffen und Ausflugsbooten. Mit 16 Kreuzfahrtschiffen und 13.000 Passagieren allein im Jahr 2004 belegt Bordeaux in dieser Hinsicht Platz zwei der französischen Häfen. Die industriellen Hafenanlagen befinden sich heute außerhalb des Stadtgebiets in einem Streifen von Bassens an der Bordelaiser Stadtgrenze bis Le Verdon, über 100 km entfernt.
Im Rahmen der Neugestaltung des Ufergeländes der Garonne wurde auch der Kreuzer Colbert abgezogen.
Die Garonne aufwärts liegt der Flusshafen, der für die Binnenschifffahrt und den Tourismus Bedeutung hat. Für Diskussionen hat der Bau des Airbus A 380 gesorgt, der teilweise in Toulouse gefertigt wird. Für den Transport der Bauteile auf der Garonne wurde erwogen, die historische Pont de pierre baulich anzupassen, d. h. die Brückenbögen teilweise zu verbreitern, was Denkmalschützer kritisierten. Um große Airbus-Teile wie Rumpf und Cockpit unter der Pont de pierre hindurch transportieren zu können, werden diese Teile in Pauillac auf kleinere Barken verladen, um sie bis Langon zu transportieren. Dennoch ist die Durchfahrt nur bei niedrigem Wasserstand der Garonne, also bei Ebbe, möglich.

### Personennahverkehr
Durch die TBM werden zahlreiche Bus- und seit 2004 wieder Straßenbahnlinien betrieben. Die Straßenbahnen verfügen dabei über ein neu entwickeltes System, durch welches in der Innenstadt die Oberleitungen aus ästhetischen Gründen durch in den Boden verlegte Stromschienen ersetzt werden konnten. Die Entscheidung fiel, als die Busse im Dauerstau nicht mehr vorwärtskamen und der Bau einer U-Bahn wegen der Nähe zum Meer und der tiefen Lage der Stadt nicht möglich war. Nach anfänglichen technischen Schwierigkeiten, welche die Einwohner oft gegen das neue Straßenbahnsystem aufgebracht hatten, funktioniert die Straßenbahn nun zufriedenstellend.
Die TBM betreibt außerdem seit 2010 über VCUB einen Fahrradverleih mit 174 Stationen und 1700 Fahrrädern.

## Persönlichkeiten

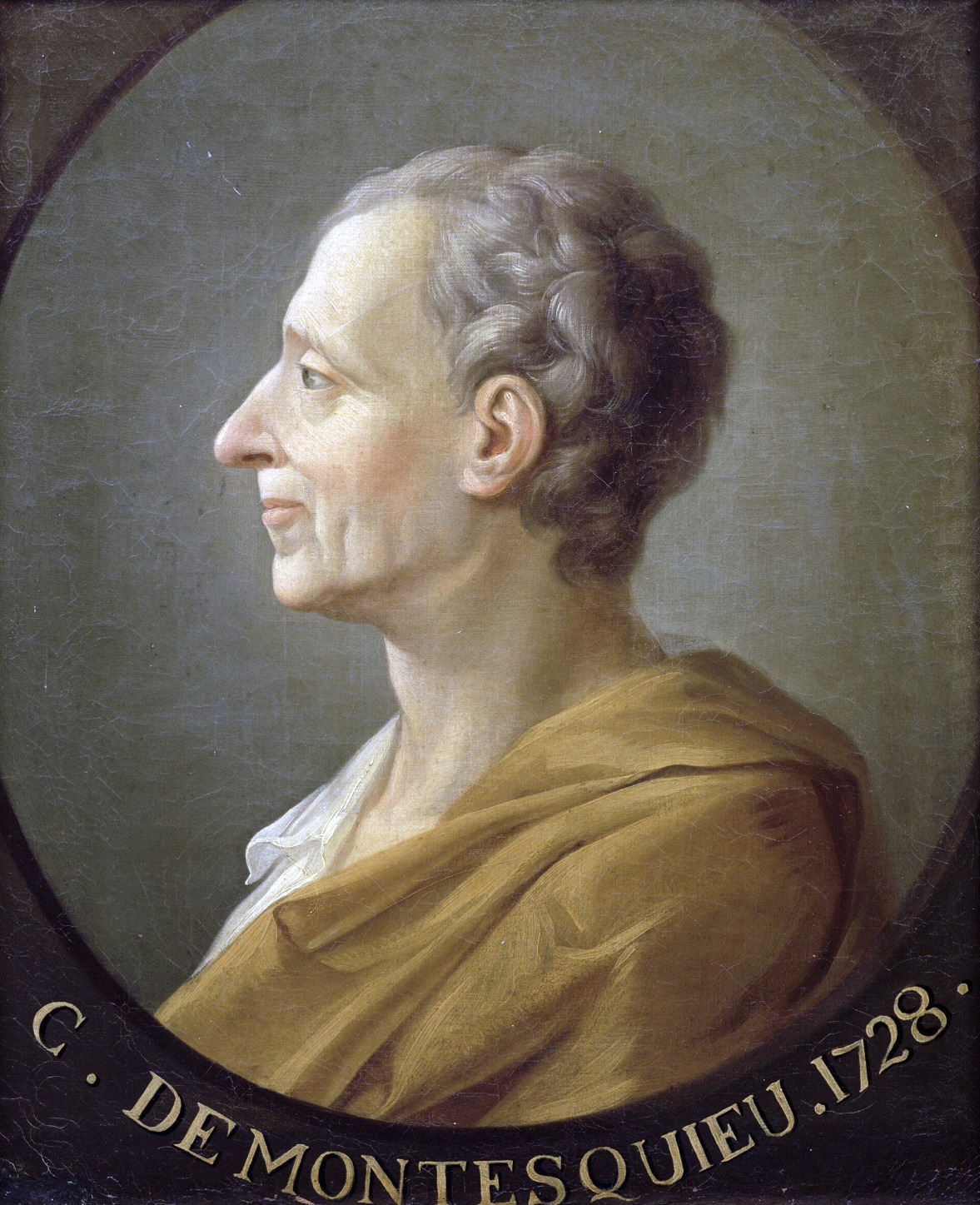
Charles de Secondat, Baron de Montesquieu (1689–1755), Staatsphilosoph der Aufklärung und Propagandist der Gewaltenteilung

Im 4. Jahrhundert lebten der Dichter Decimius Magnus Ausonius, Verfasser der in Latein geschriebenen Mosella, und der spätere Bischof Paulinus von Nola in Bordeaux und Umgebung. Papst Klemens V. war, bevor er 1305 zum Papst gewählt wurde, Erzbischof der Stadt. Von 1581 bis 1585 war der Philosoph Michel de Montaigne Bürgermeister von Bordeaux. Charles de Secondat, Baron de Montesquieu, in der Nähe geboren, hatte hier seinen Lebensmittelpunkt. Johanna von Lestonnac, Ordensgründerin und Heilige der römisch-katholischen Kirche, war seine Nichte. Der Maler Francisco de Goya verbrachte in Bordeaux seine letzten Lebensjahre und verstarb dort im Jahr 1828.
Persönlichkeiten
- König Richard II. von England (1367–1400)
- Jean-Baptiste Gay (1778–1832), französischer Innenminister
- Rosa Bonheur (1822–1899), französische Genremalerin
- Odilon Redon (1840–1916), französischer Maler
- Philippe Sollers (1936–2023), französischer Schriftsteller
- Jean-Luc Nancy (1940–2021), Philosoph